# Spoorlijn Aalsmeer - Nieuwersluis-Loenen
De Spoorlijn Aalsmeer - Nieuwersluis-Loenen was een spoorlijn onderdeel van de Haarlemmermeerspoorlijnen, aangelegd door de HESM (Hollandsche Electrische-Spoorweg-Maatschappij).

## Geschiedenis
Het traject Aalsmeer – Uithoorn werd geopend op 1 juli 1914. Ruim een jaar later (1 december 1915) werd de spoorlijn Uithoorn – Nieuwersluis-Loenen geopend. Door onder andere de concurrentie van de autobus en de crisis van de jaren 30 daalde het aantal reizigers fors. Dit zorgde voor langdurige financiële problemen, waardoor uiteindelijk het reizigersvervoer op het traject Aalsmeer – Uithoorn in 1936 gestaakt werd. In 1950 volgde Uithoorn – Nieuwersluis-Loenen.
Vanwege de aanleg van de A2 werd er in 1954 een spoorwegovergang aangelegd in de snelweg. Er waren ooit plannen voor de bouw van een viaduct, maar wegens de hoge bouwkosten hiervan is de overweg blijven bestaan tot 1986, toen de spoorlijn werd gesloten. Het goederenvervoer op het traject Aalsmeer – Uithoorn kwam in 1973 ten einde. Tussen 27 en 30 maart 1974 werd het tracé tussen Uithoorn en Nieuwersluis gebruikt voor filmopnamen voor de oorlogsfilm The Hiding Place. Een deportatie-trein werd voor de opnamen getrokken door locomotief 57 van Hoogovens. Dertien jaar later eindigde ook het goederenvervoer op de rest van de spoorlijn. De laatste goederenrit werd gemaakt op 31 mei 1986.
Veel oud spoorwegmaterieel van de Nederlandse Spoorwegen maakte zijn laatste rit over deze spoorlijn naar sloperij Koek, die gevestigd was op het terrein van het voormalige station Mijdrecht. Na de sluiting van de spoorlijn verhuisde de sloperij naar het Westelijk Havengebied in Amsterdam.
Na de volledige sluiting van de spoorlijn werd deze gefaseerd opgebroken. Het traject Aalsmeer – De Kwakel was in 1975 als eerste aan de beurt, gevolgd door De Kwakel – Nieuwersluis-Loenen in 1987. In het begin van de 21e eeuw werden delen van de voormalige spoorlijn 'opgeknapt'. Op diverse tracés verschenen fiets- en wandelpaden. In de jaren 10 werden de fundamenten van wachtpost 19 opgegraven en werd tussen Mijdrecht en Vinkeveen het Bellopad geopend. Een wandelroute over de voormalige spoorlijn inclusief diverse informatiepanelen.
In 2002 is het baanvak Uithoorn – Mijdrecht inclusief de voormalige spoorbrug over de Amstel omgebouwd tot vrijliggende busbaan. Tien jaar later volgt het baanvak Aalsmeer – Uithoorn. Weer tien jaar later is tussen de Zijdelweg en Station Uithoorn de busbaan verbouwd tot gecombineerde tram/busbaan als verlenging van de Amsteltram en in 2024 door tramlijn 25 in gebruik genomen. 

### Afbeeldingen

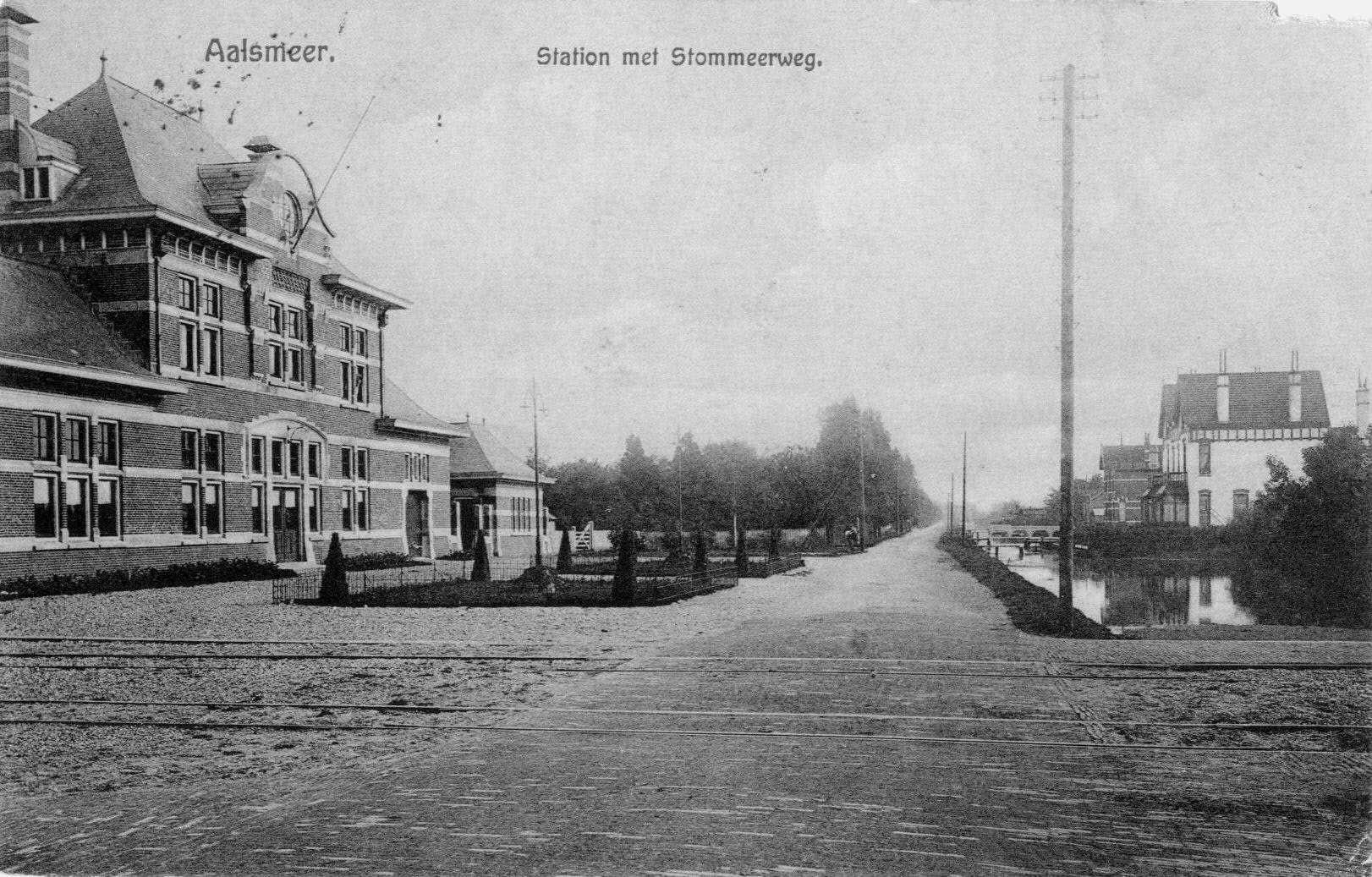
Station Aalsmeer; 1912.
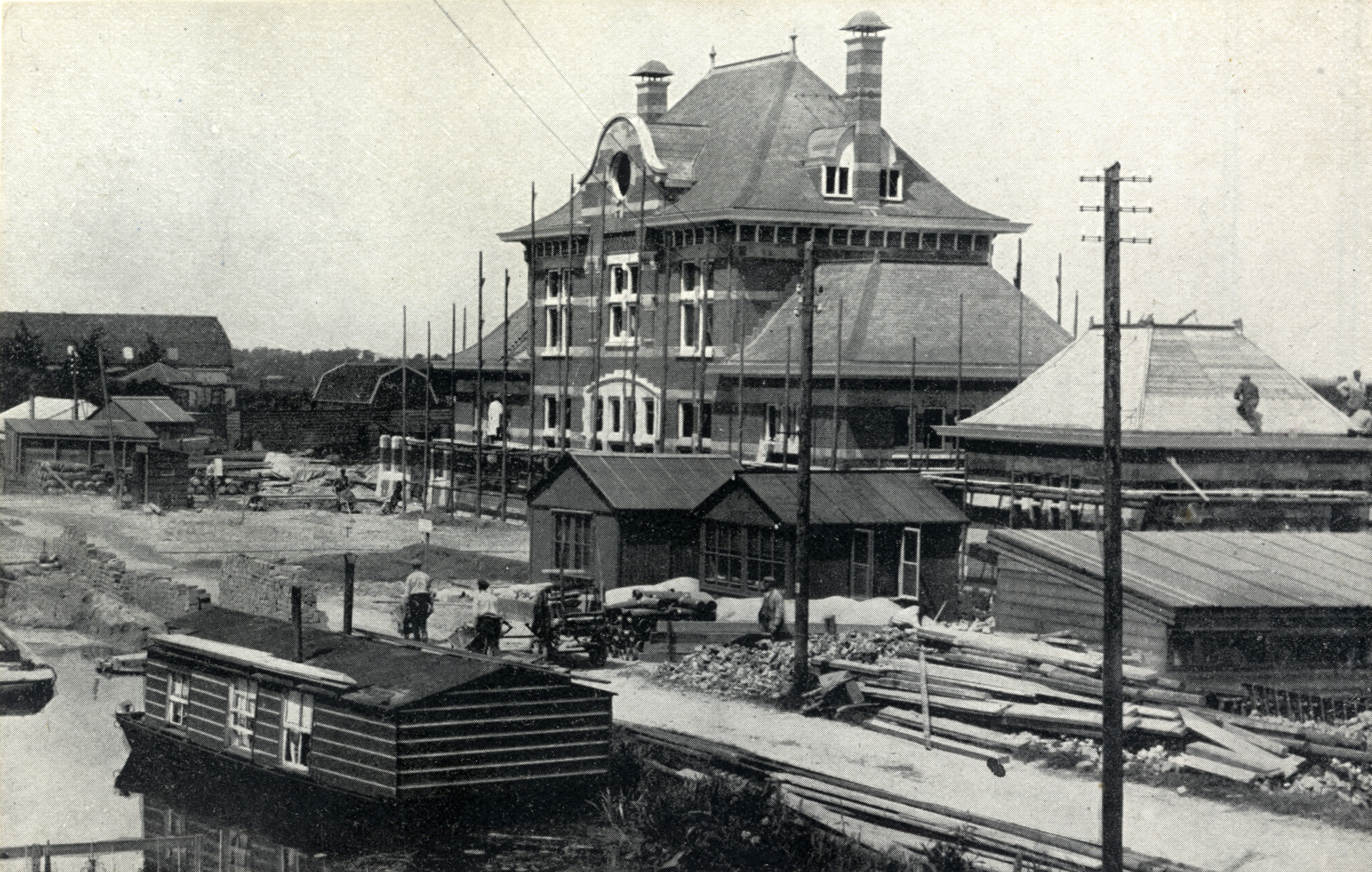
Station Aalsmeer in aanbouw; september 1912
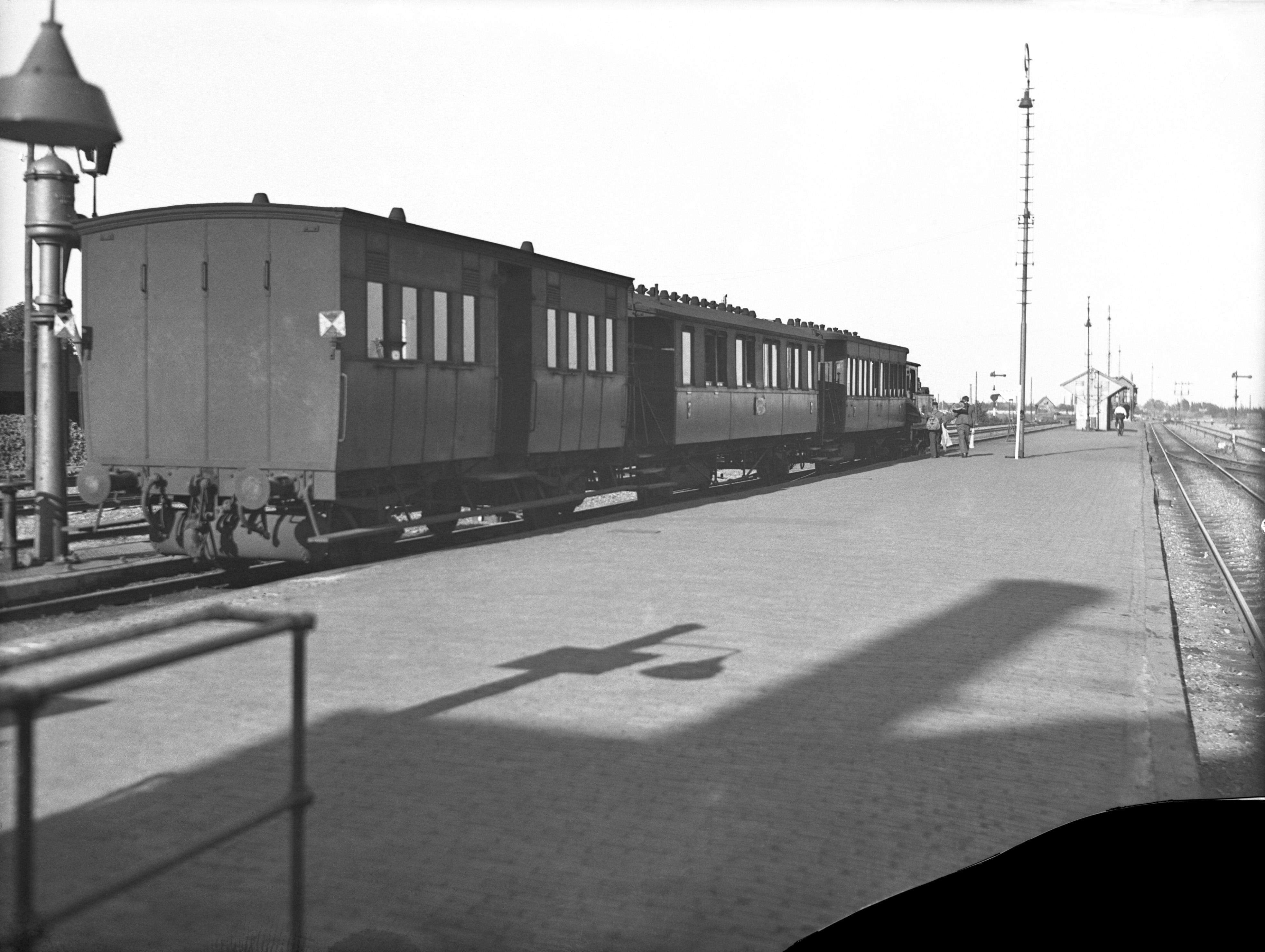
Zicht op het perron van station Aalsmeer; circa 1946 - 1950
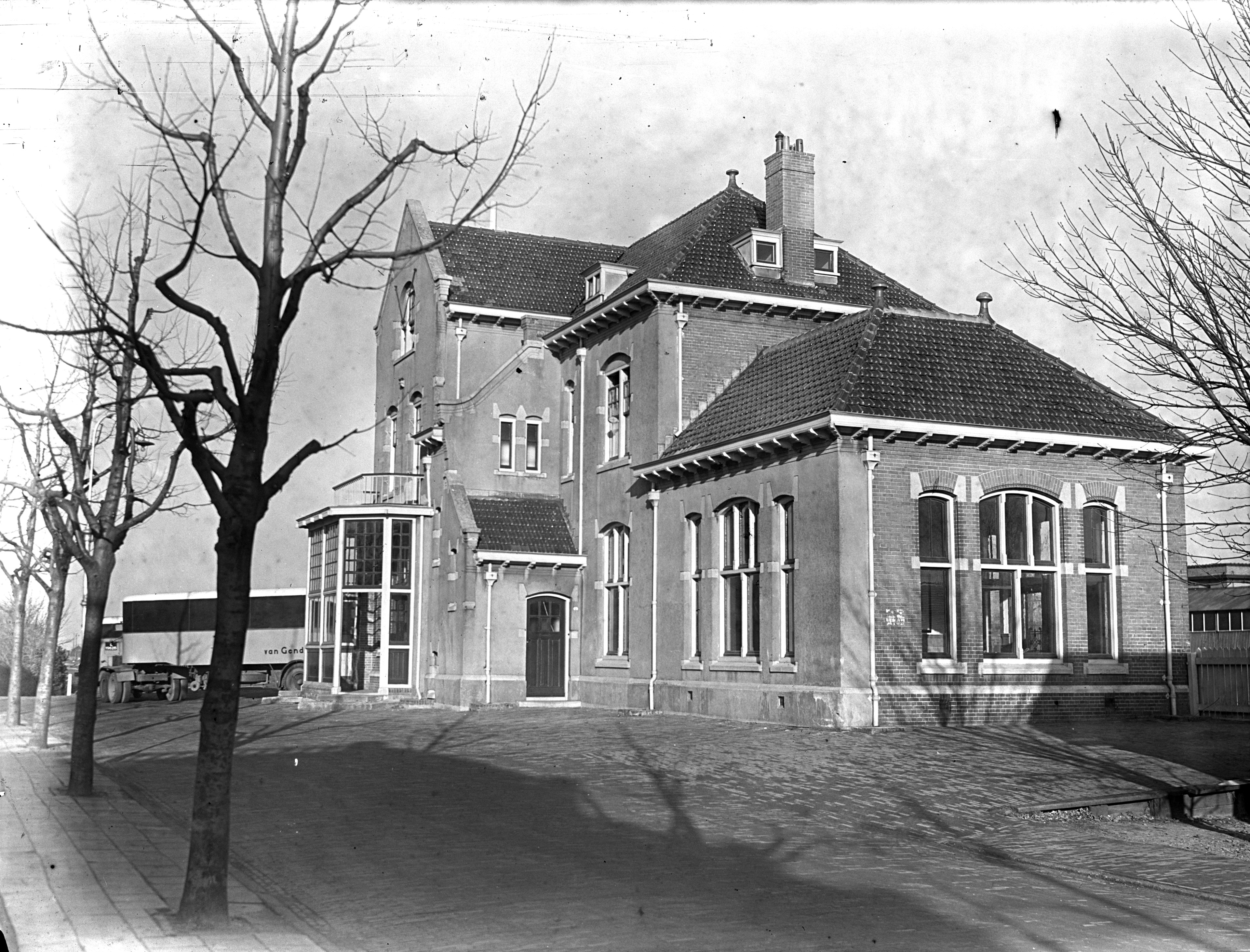
Station Uithoorn; februari 1950
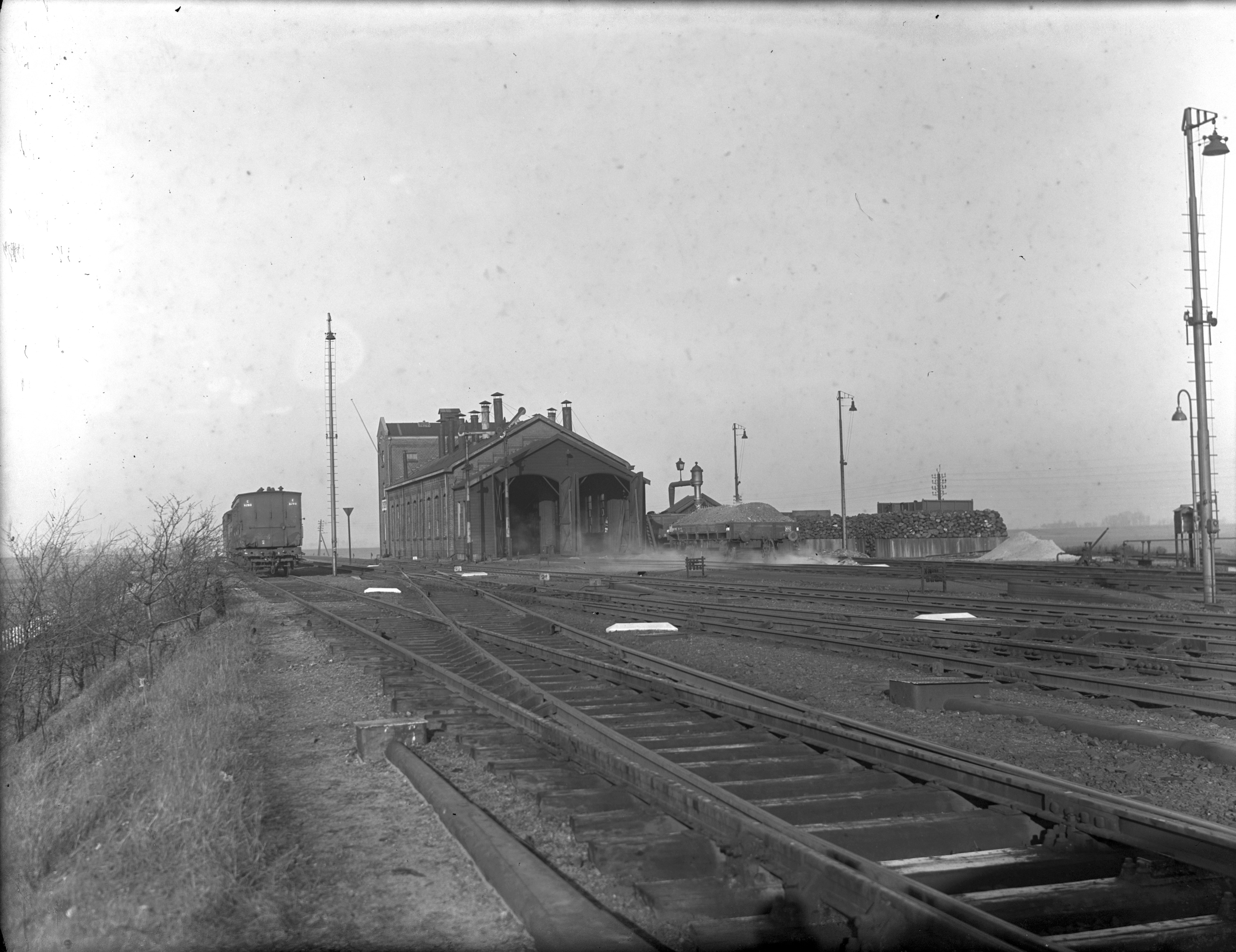
Locomotiefloods bij station Uithoorn; februari 1950
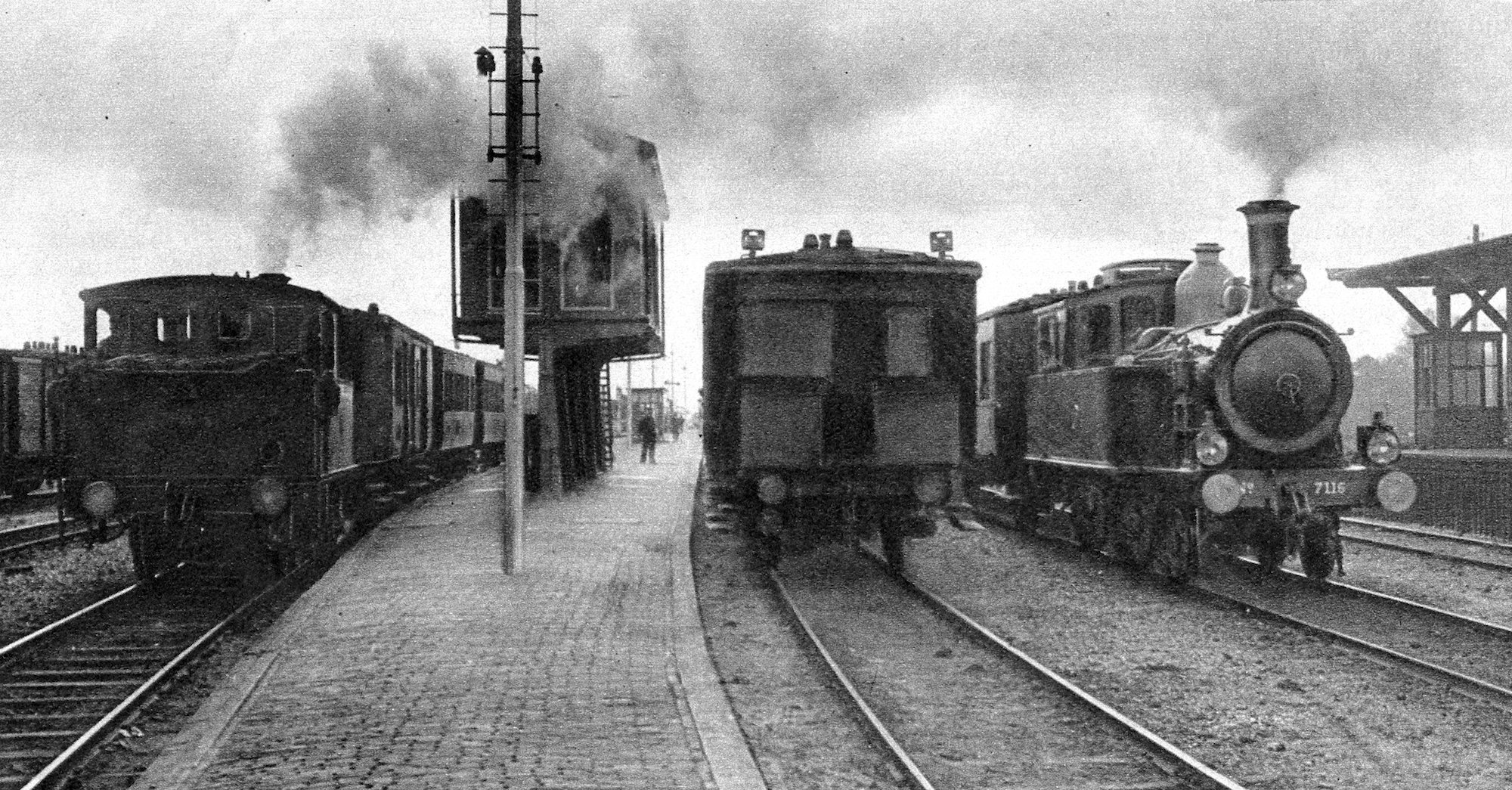
Station Uithoorn; 1935.
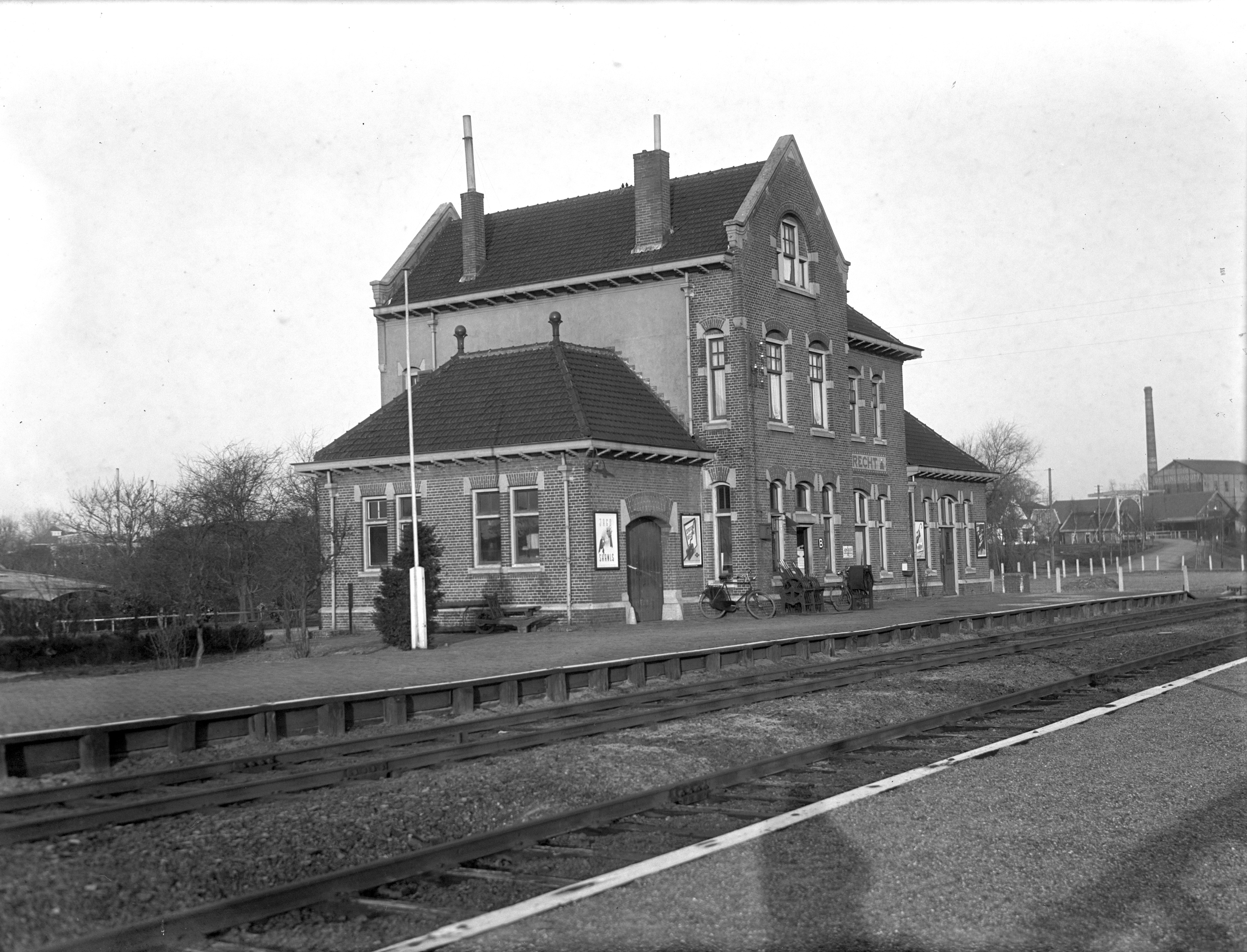
Station Mijdrecht; februari 1950
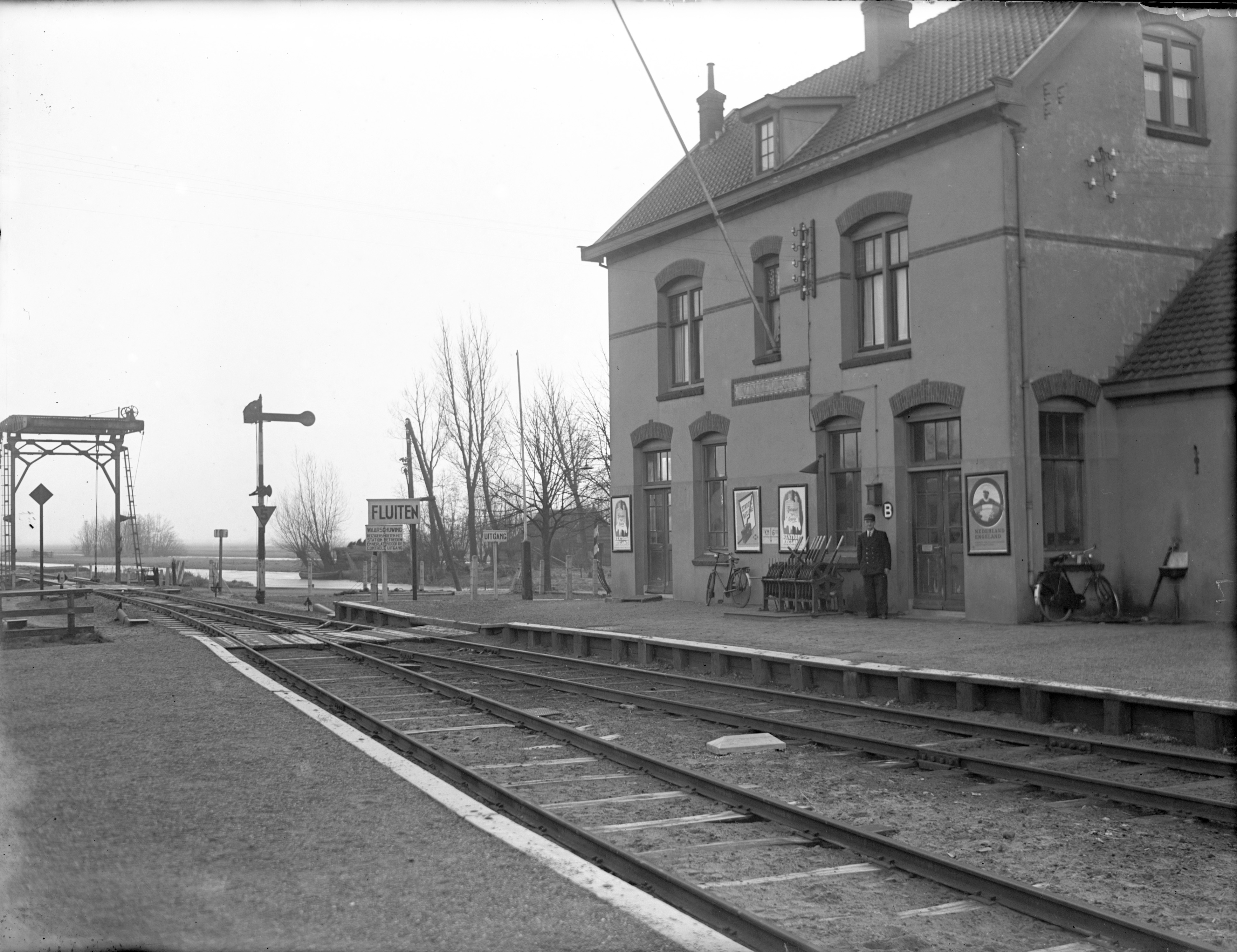
Station Vinkeveen; februari 1950
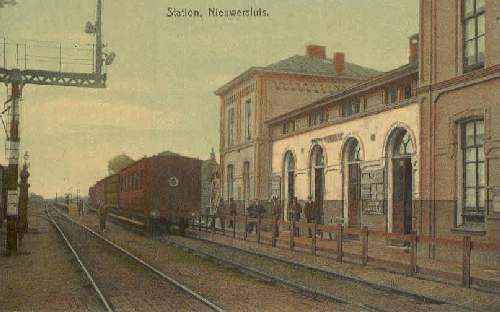
Station Nieuwersluis-Loenen; 1920.

## Nog overgebleven
Er zijn nog diverse spoorwegobjecten te vinden langs en op dit traject die herinneren aan de voormalige spoorlijn. Een groot deel van de spoordijk is zichtbaar in het landschap. Het spoor is op veel plaatsen vervangen door een busbaan, bus/trambaan, fiets- of voetpad.

### Adressen van de stations en woningen, opmerkingen
- Station Aalsmeer: Stommeerweg 1, in gebruik als kantoor. Aan de straatzijde staat locomotor (NS 342) op een kort stuk spoor.
- In Aalsmeer ligt het Spoorlijnpad. Dit fietspad volgt het voormalige tracé en gaat ook over twee voormalige spoorbruggen, één nabij de Spoorlaan en Baanvak inclusief nog altijd aanwezige kabelgoot en één bij de Spoorlaan en Linnaeuslaan.
- Wachtpost 41: Zwarteweg 99, iets verderop waren ook nog bruggenhoofden te zien, deze bruggenhoofden zijn in 2021 gesloopt en een nieuwe constructie is in gebruik voor het nieuw aangelegde fietspad tussen wachtpost 41 en 42.
- Wachtpost 42: Legmeerdijk 326. Fietstunnel voor de wachtpost langs waar eens de trein reed is sinds eind 2021 in gebruik.
- Tussen een locatie zo'n 250m ten oosten van wachtpost 42 en Station Uithoorn ligt een busbaan op het voormalige spoortracé.
- Station De Kwakel, tevens wachtpost 43: Noorddammerweg 44.
- Ongeveer 800m ten oosten van station De Kwakel gaat de busbaan over in een gecombineerde bus/trambaan (Amsteltram) tot aan het station van Uithoorn.
- Station Uithoorn: Stationsstraat 41.
- De spoorbrug over de Amstel is in gebruik als onderdeel van de busbaan die doorgaat tot aan het Shell tankstation vlak bij Mijdrecht.
- Wachtpost 45, tevens brugwachterswoning: Amstelkade 46.
- Station Mijdrecht: Rondweg 2. Naast station Mijdrecht bevindt zich een groene loods. In de loods staat een voormalig bijgebouw van het station. Ter bescherming hiervan is de loods erover geplaatst.
- Station Wilnis: Enschedeweg 14, vlak bij het station aan de oostzijde zijn nog bruggenhoofden te zien.
- Tussen station Mijdrecht en station Oukooperdijk ligt op vrijwel de gehele spoordijk een wandelpad.
- Wachtpost 48: Ringdijk 6 in Vinkeveen. Onder de huidige brug bevinden zich de brugpijlers van de voormalige spoorbrug.
- Station Vinkeveen: Demmerik 68.
- Langs de spoordijk tussen Vinkeveen en Oukooperdijk, bij de brug over de Veldwetering, liggen de fundamenten van wachtpost 49. Dit brugwachtershuisje is in de jaren '60 gesloopt.[6]
- Station Oukooperdijk, tevens wachtpost 50: Oukoop 21. Naast het station aan de andere kant van de weg, ligt een voormalige spoorbrug.
- Ter hoogte van hectometerpaal 45,1 op de A2 lag een spoorwegovergang. Hiervan is niets terug te vinden. Ter hoogte van de hectometerpaal bevinden zich zowel links als rechts van de snelweg de dijklichamen.
- Wachtpost 51: Oukoop 8.
- Wachtpost 52: Angstelkade 9, aan het einde van de spoordijk vlak bij de locatie van het voormalige Station Nieuwersluis-Loenen zijn nog bruggenhoofden te vinden in het voormalige spoortracé.

### Afbeeldingen

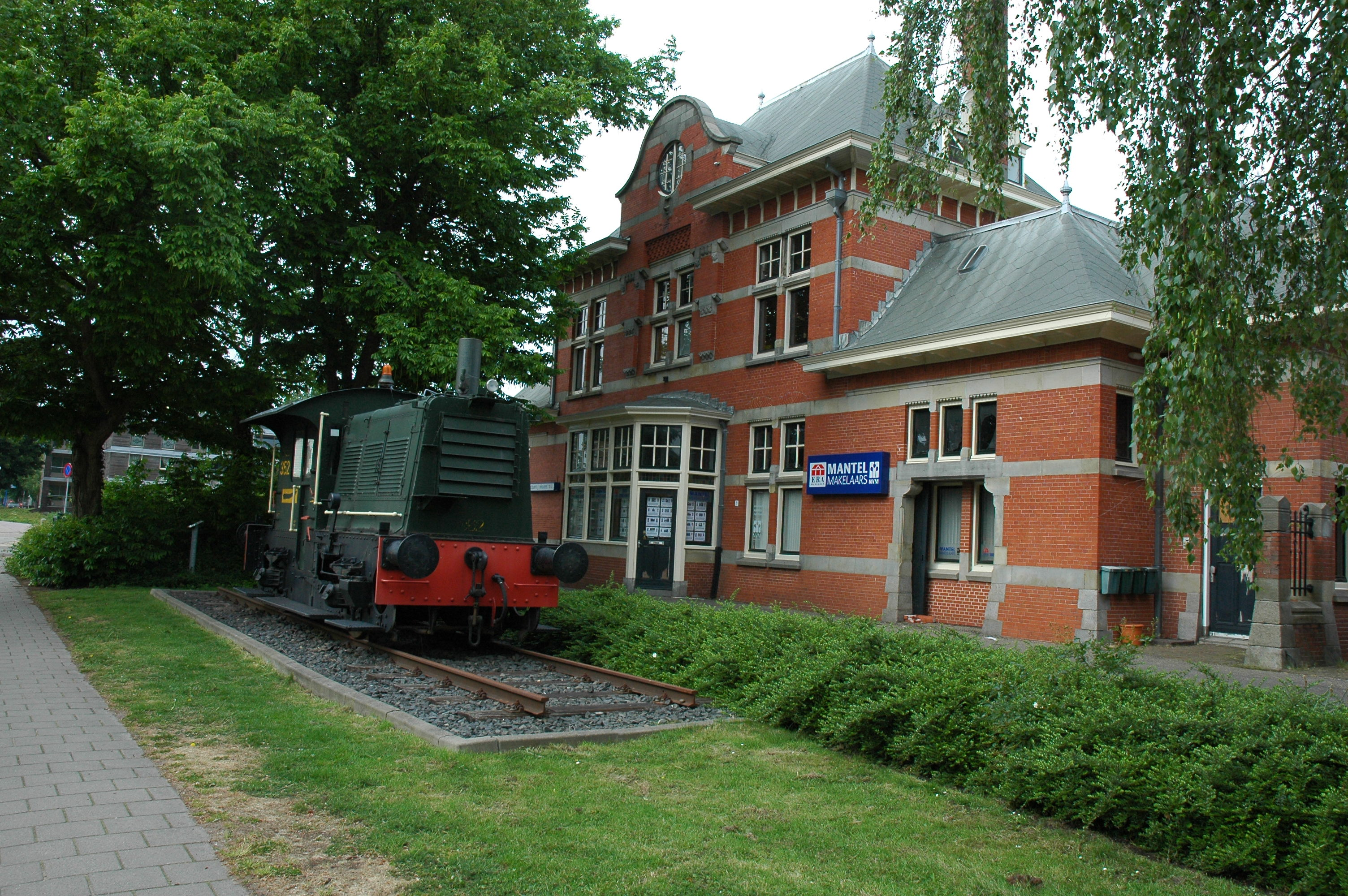
Station Aalsmeer; 2007. Als blikvanger staat er aan de straatzijde sinds de jaren negentig een locomotor op een kort stuk spoor.
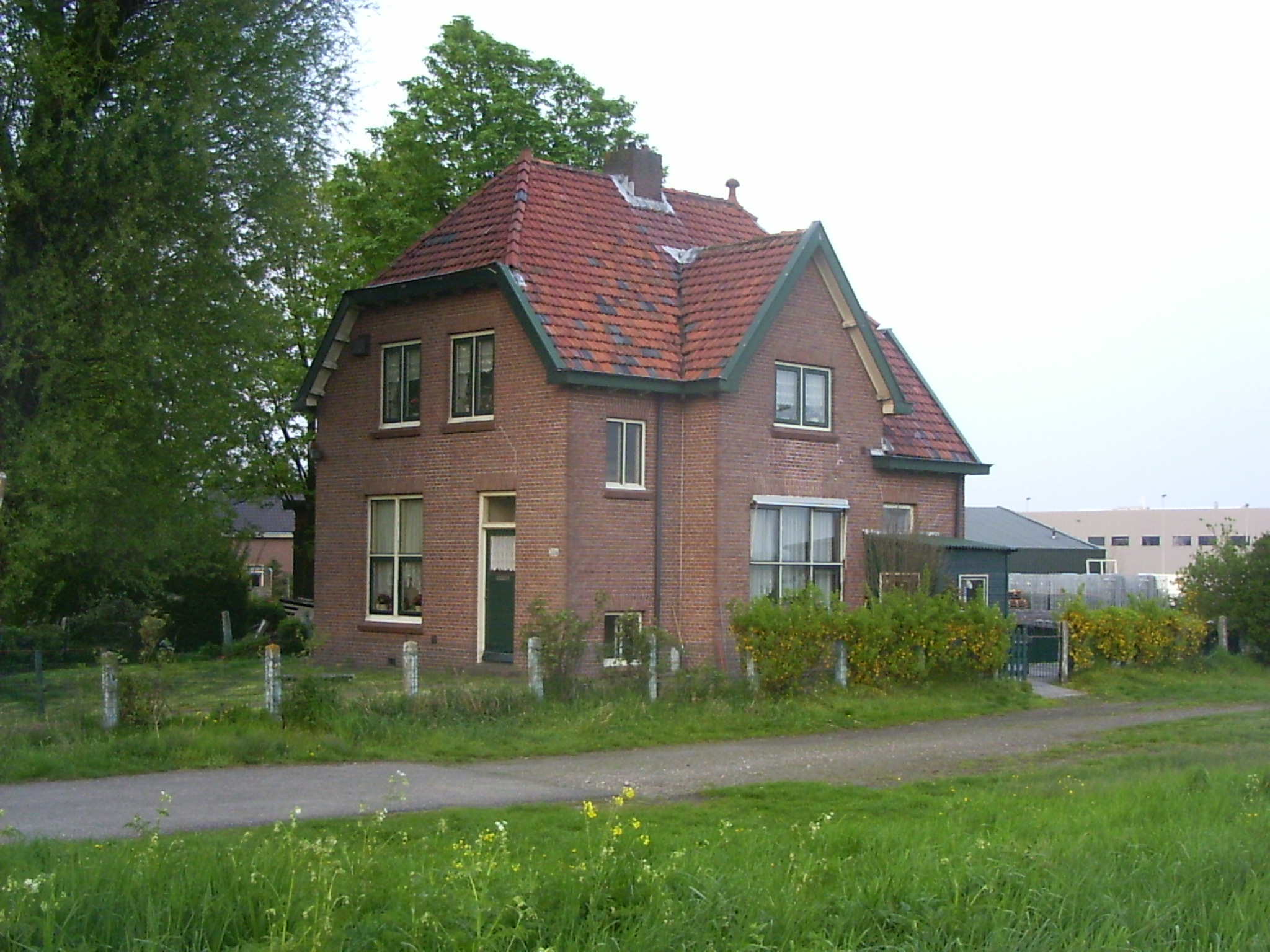
Wachtpost 42 tussen Aalsmeer en Uithoorn; 2009.
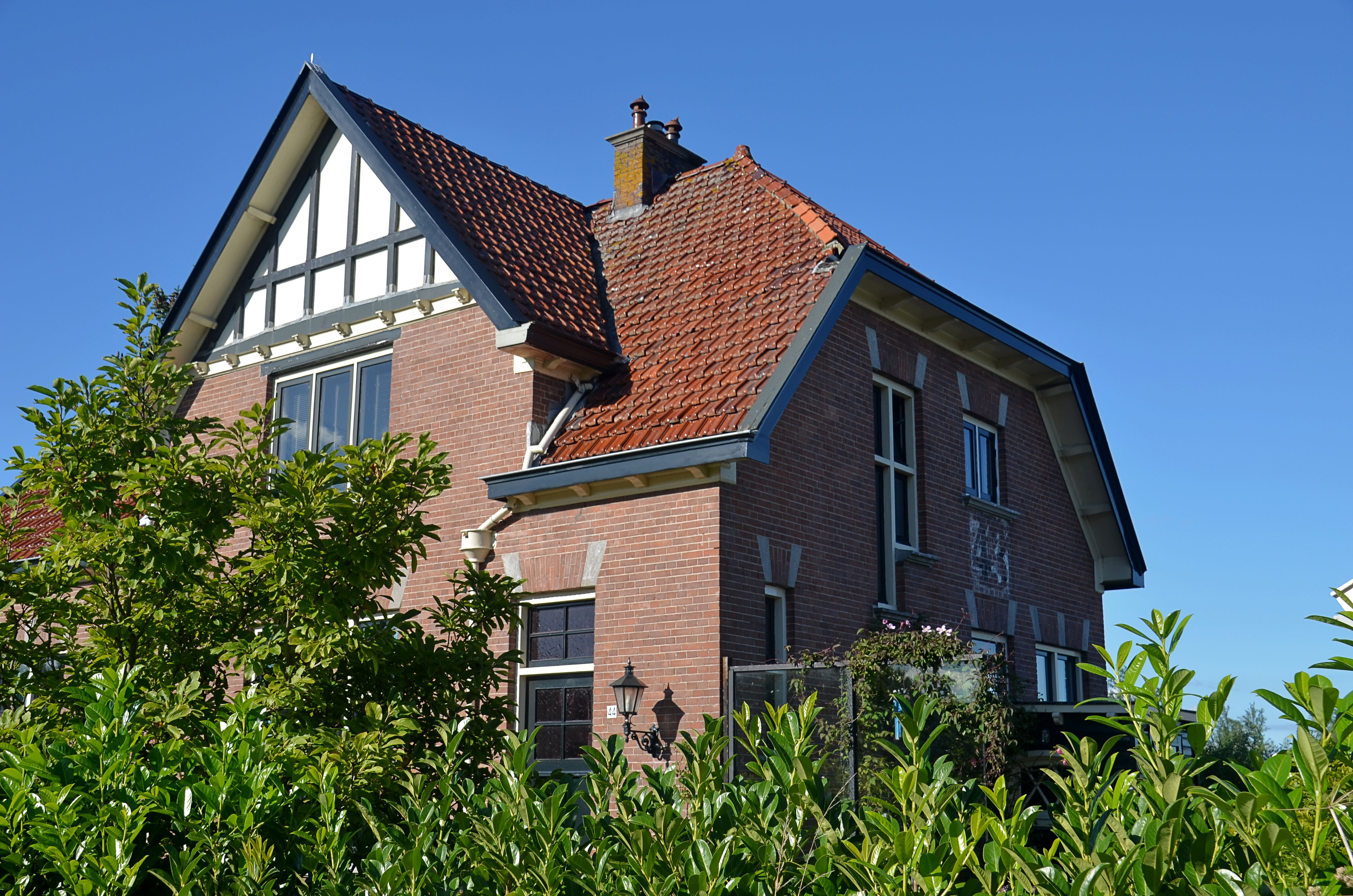
Halte De Kwakel, tevens wachtpost 43; 2015.
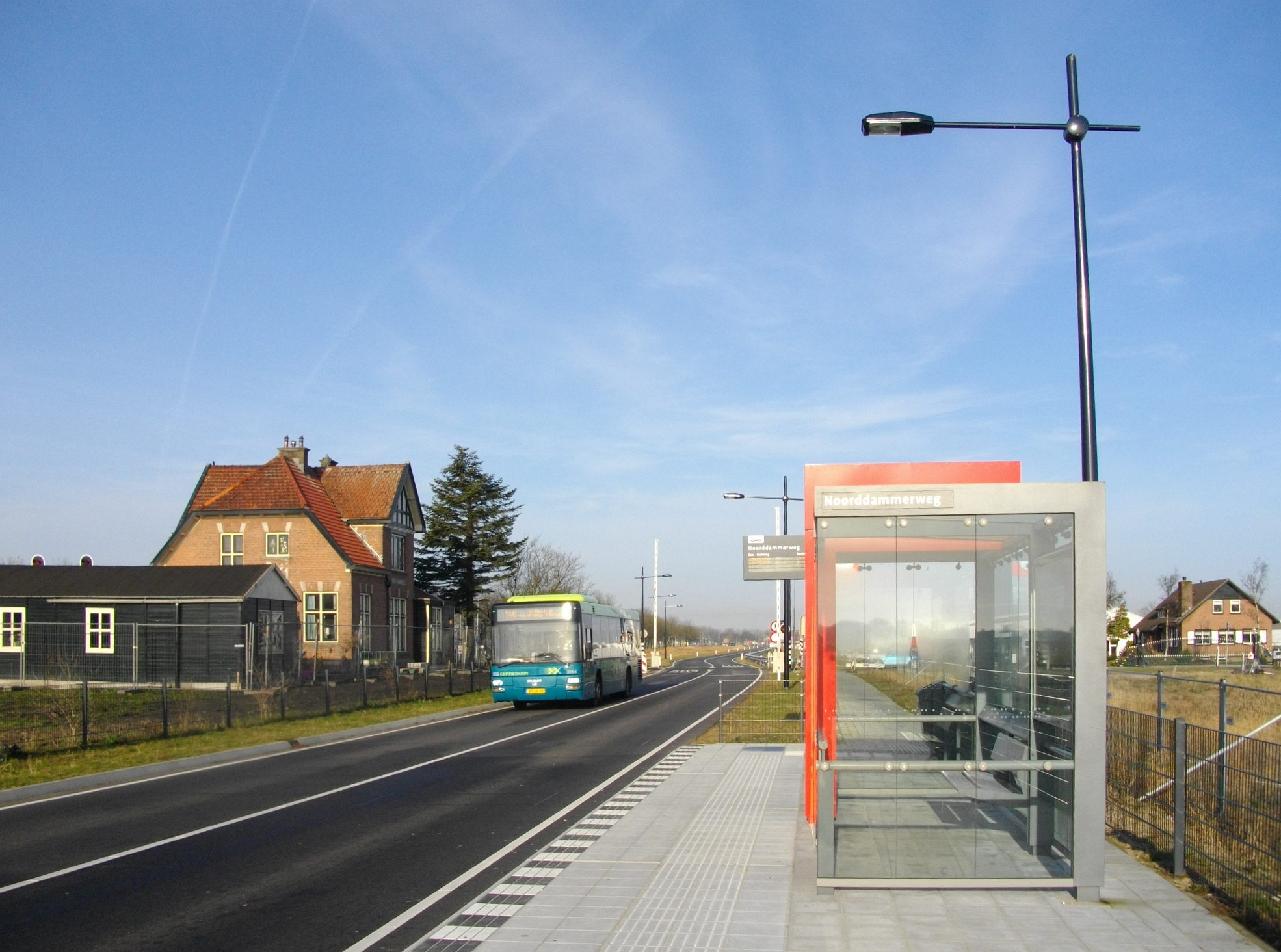
Busbaan op voormalige spoorlijn t.h.v. Halte De Kwakel (2012).
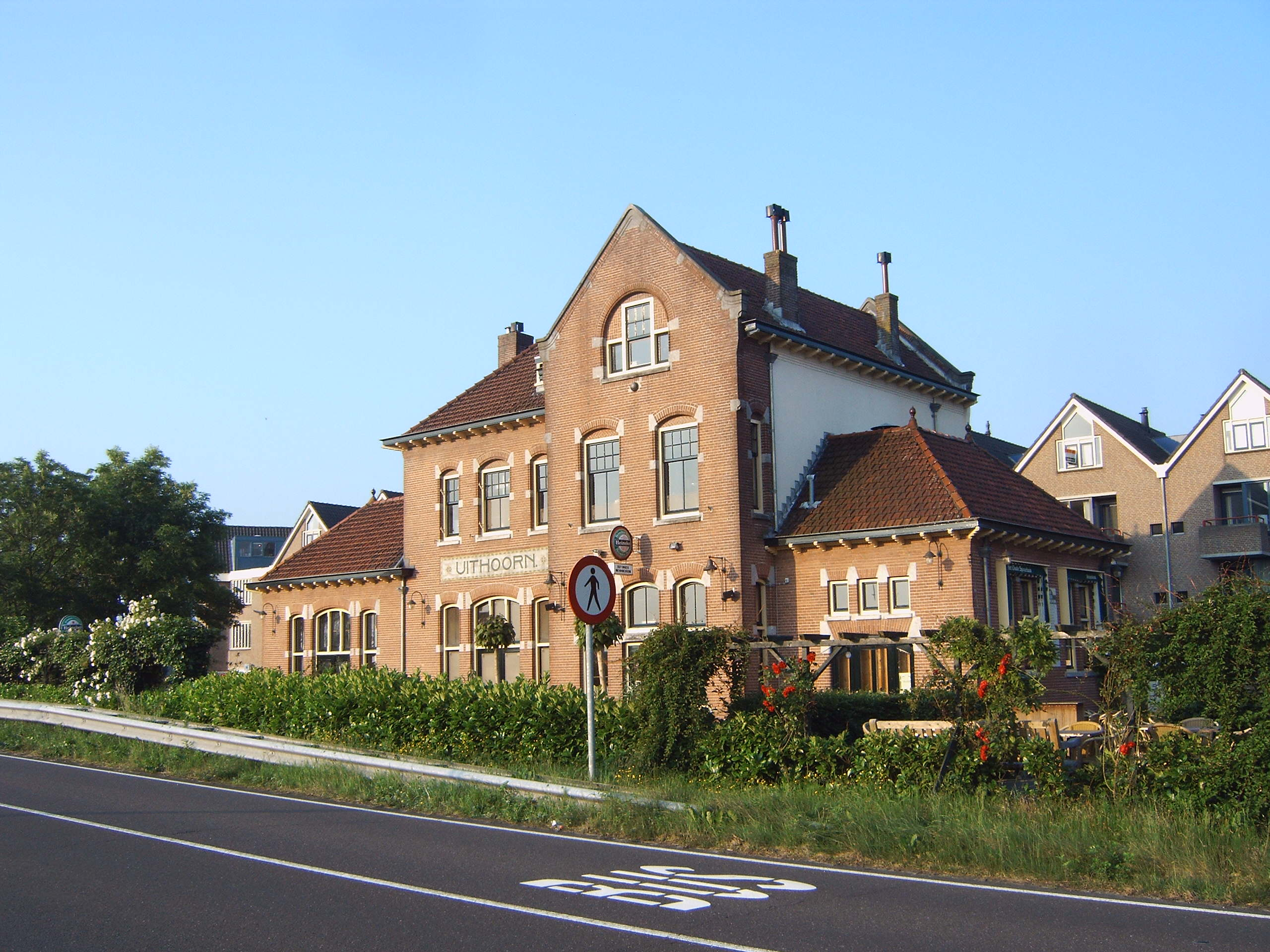
Station Uithoorn; 2007. Op de spoordijk ligt een busbaan.
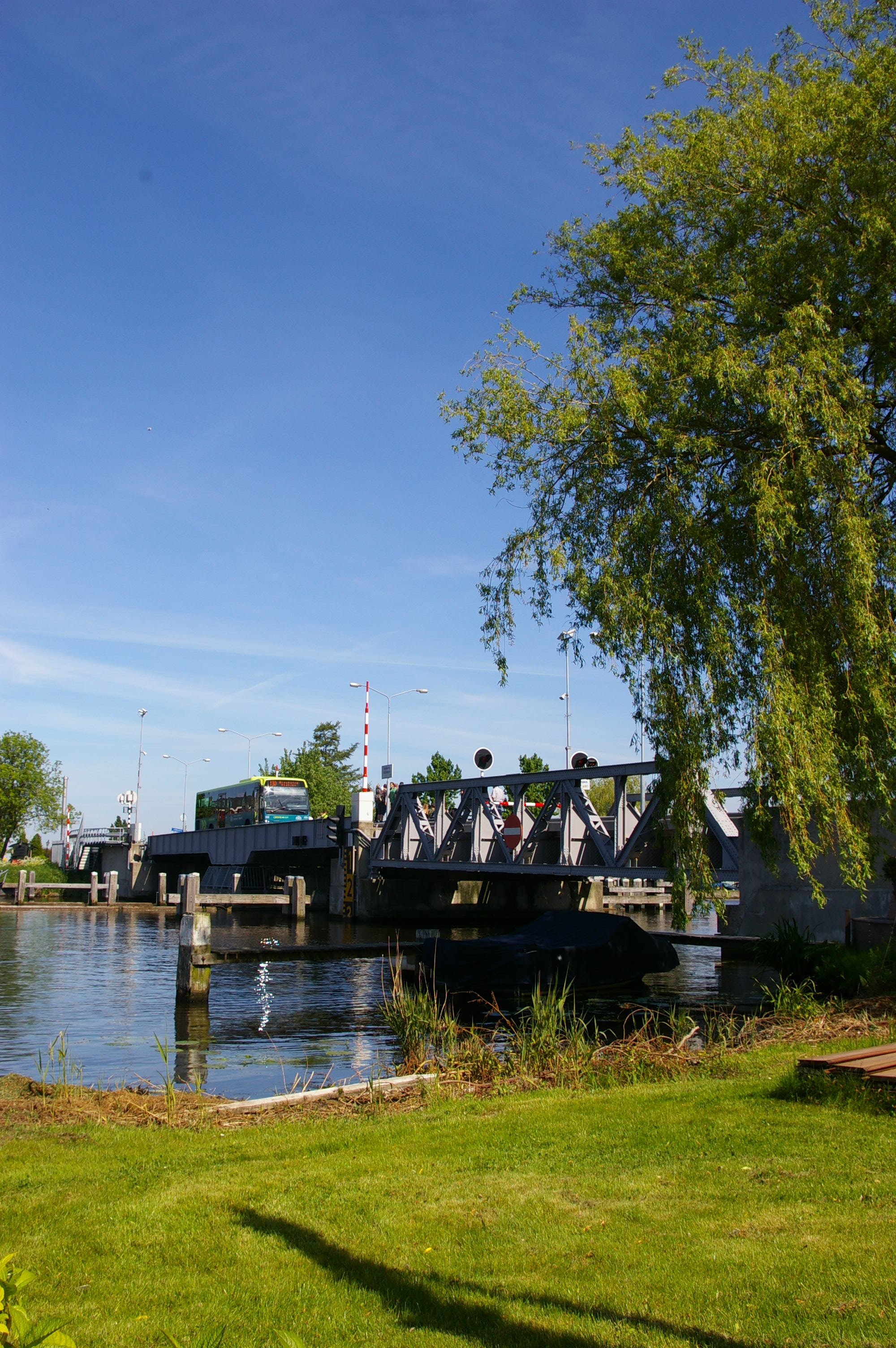
Voormalige spoorbrug in Uithoorn, in gebruik als busbaan; 2010.
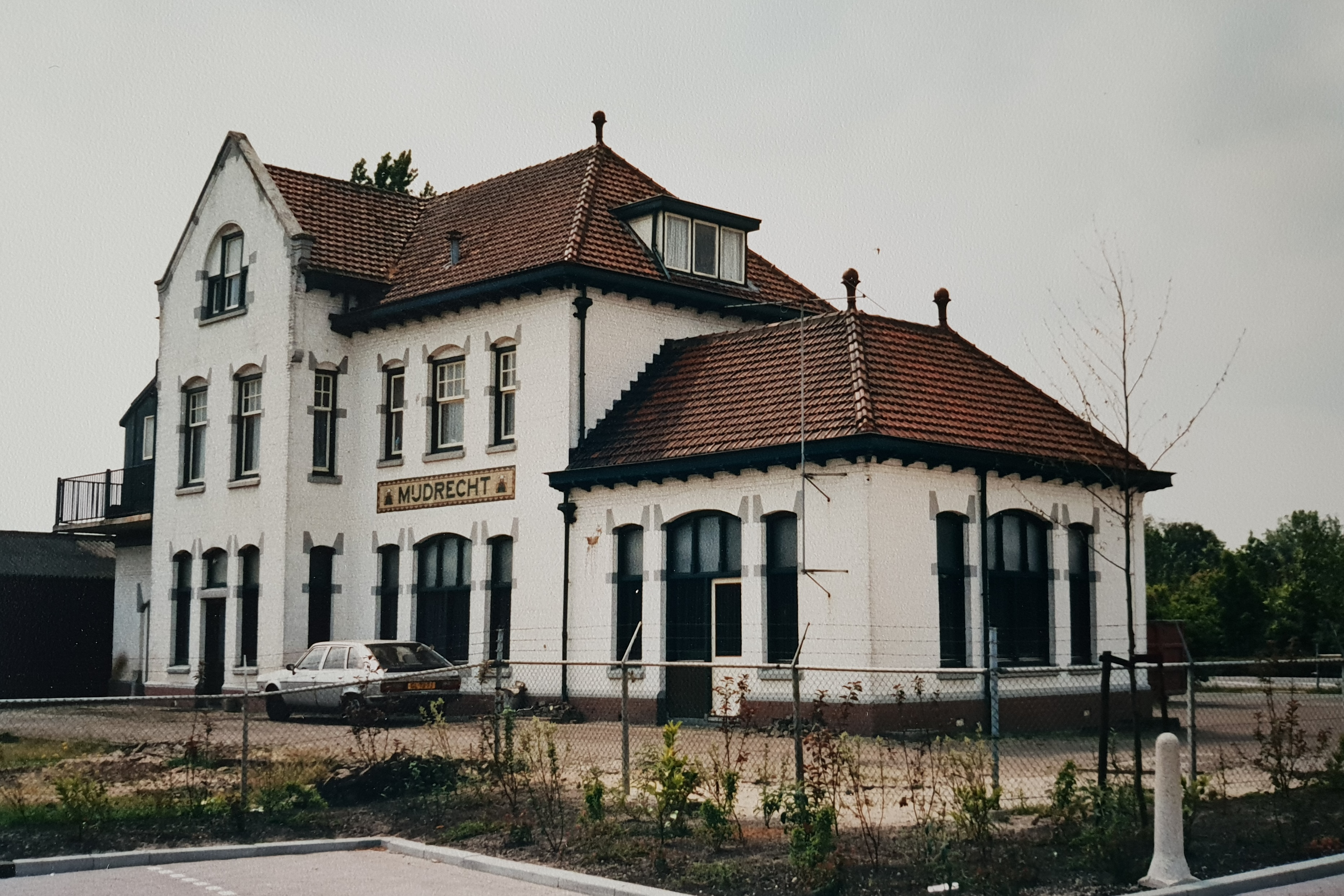
Station Mijdrecht; 1989.
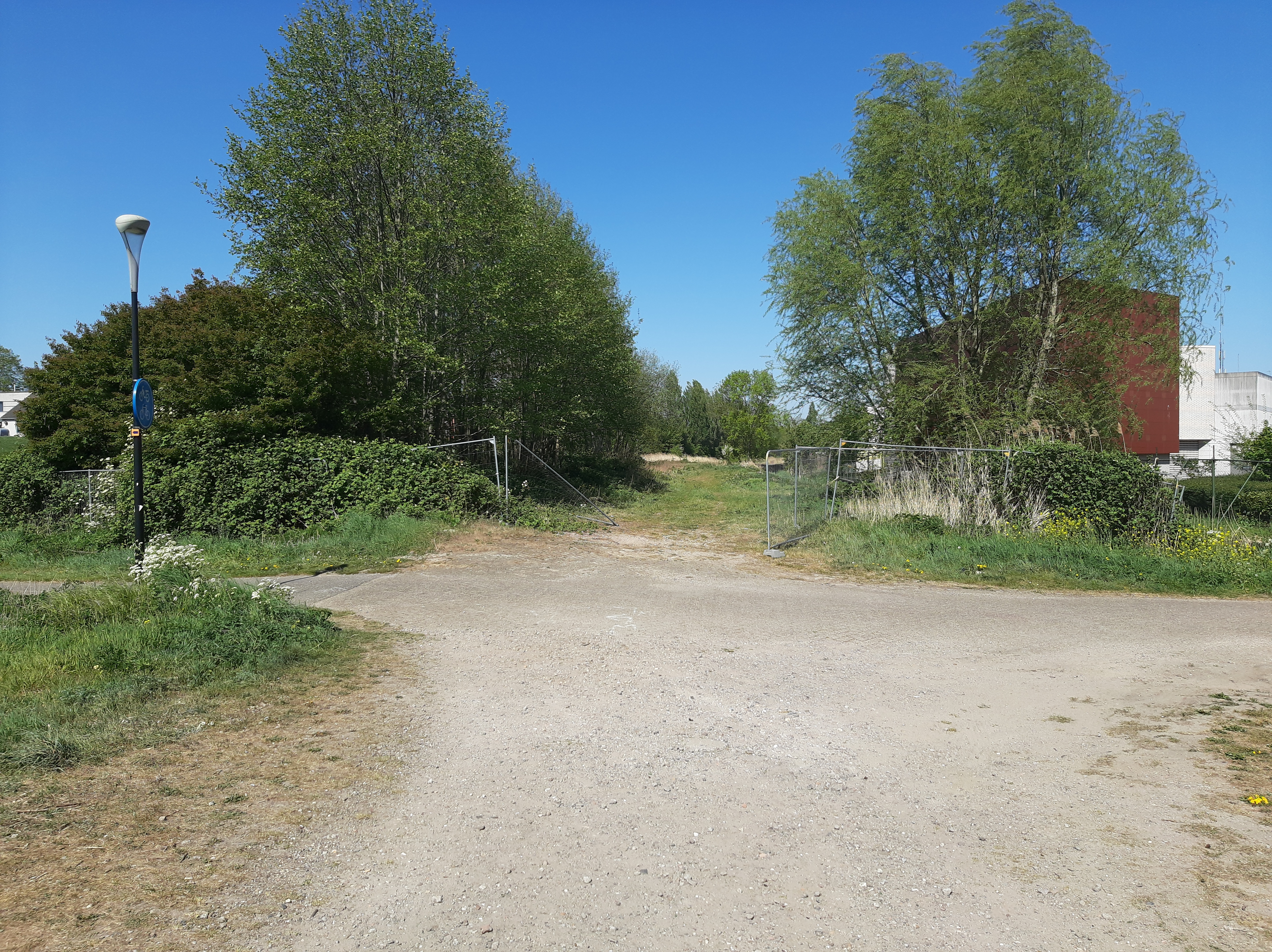
Voormalig emplacement bij station Mijdrecht; 2020.
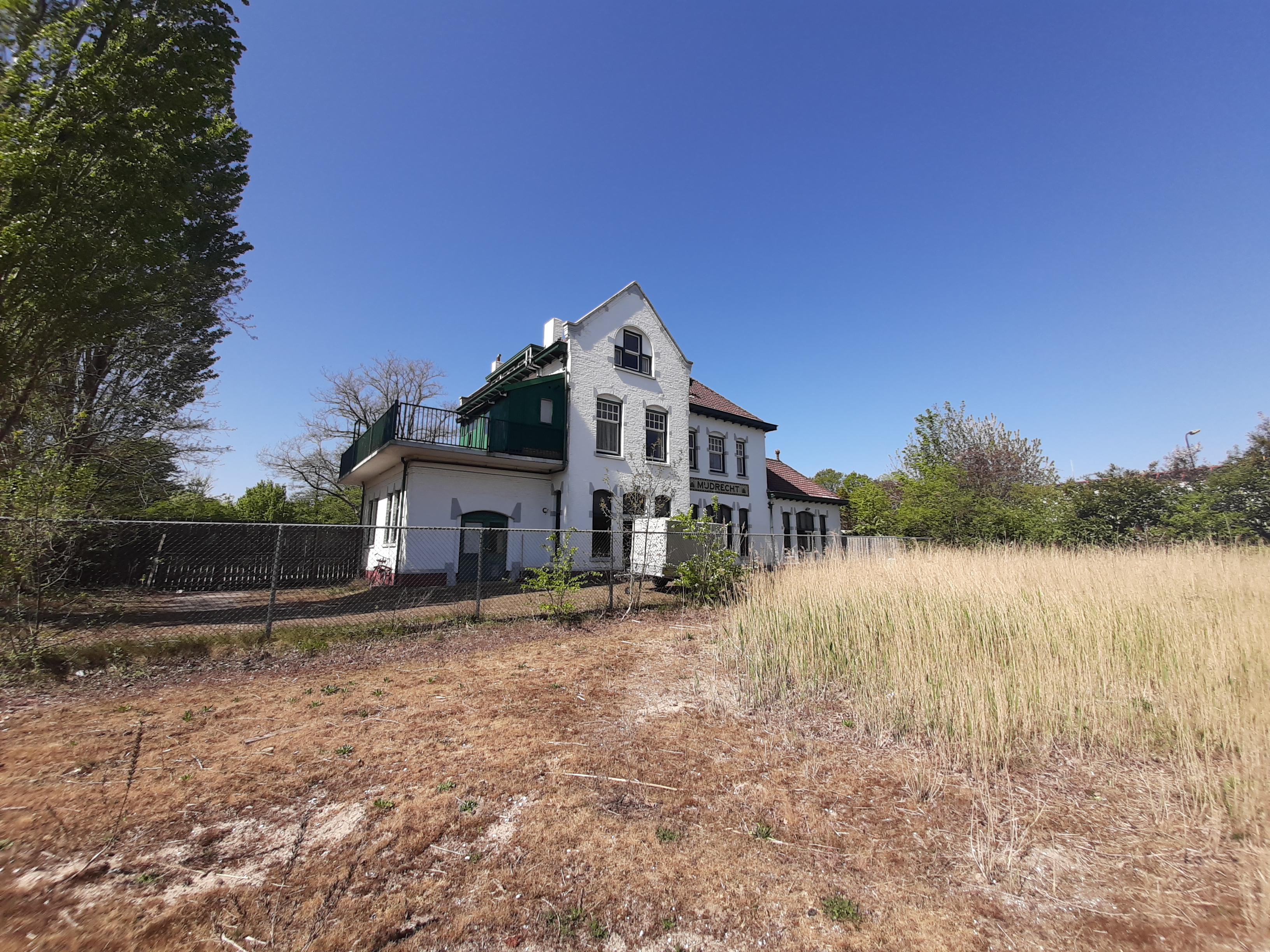
Station Mijdrecht (perronzijde); 2020.
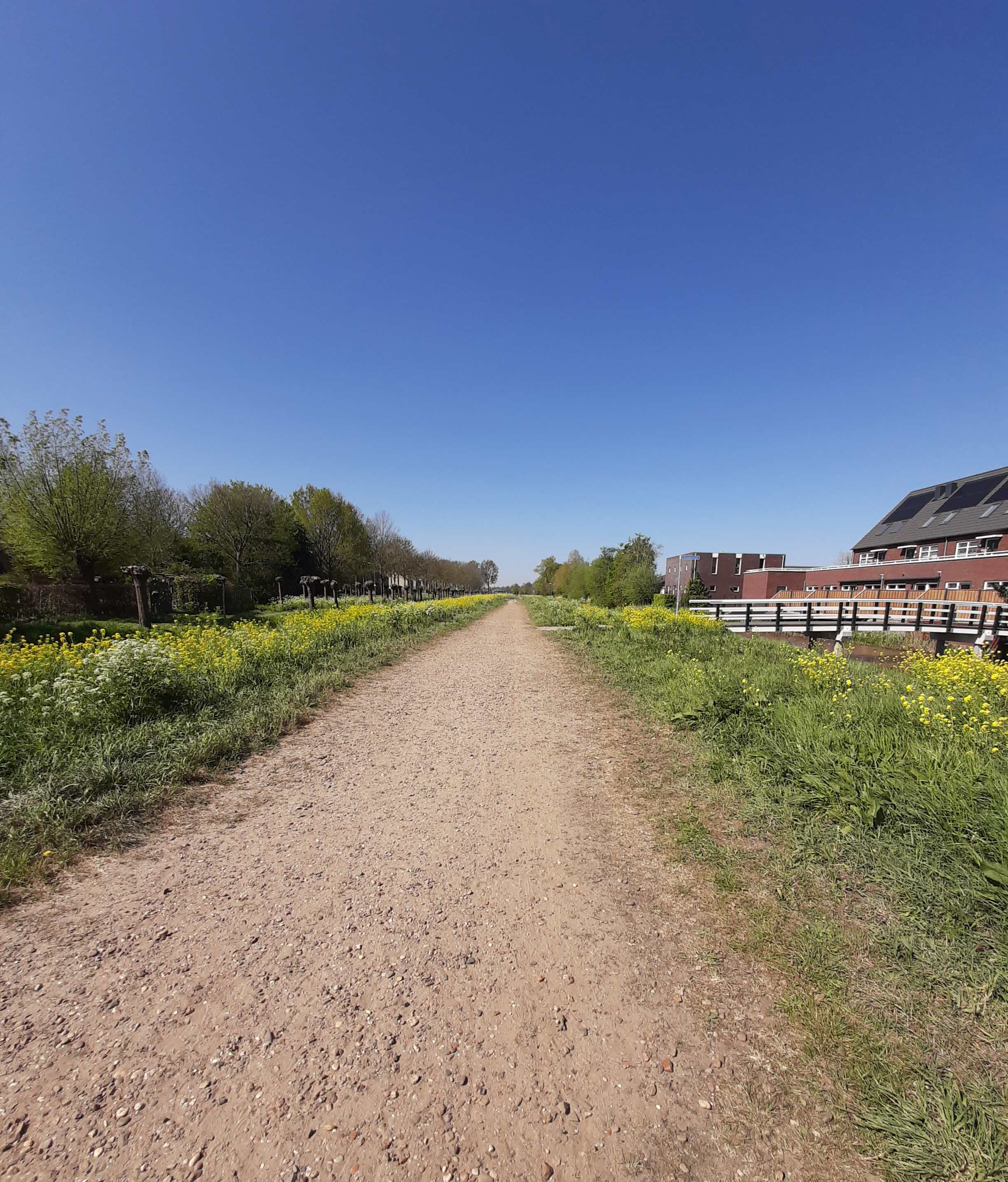
De voormalige spoordijk loopt dwars door Wilnis. Gezien in westelijke richting; 2020.
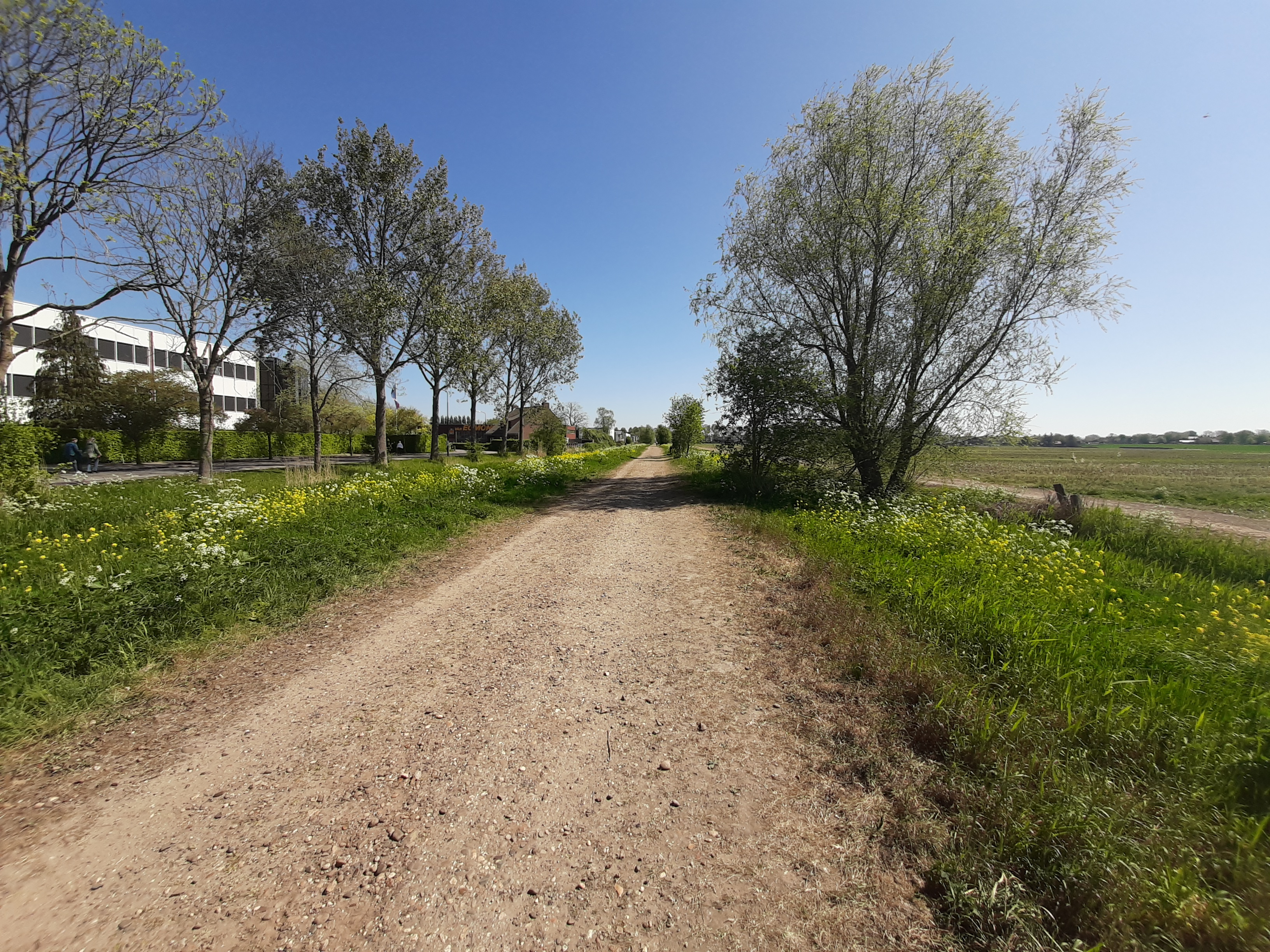
Voormalige spoordijk tussen Mijdrecht in Wilnis. Gezien in oostelijke richting; 2020.
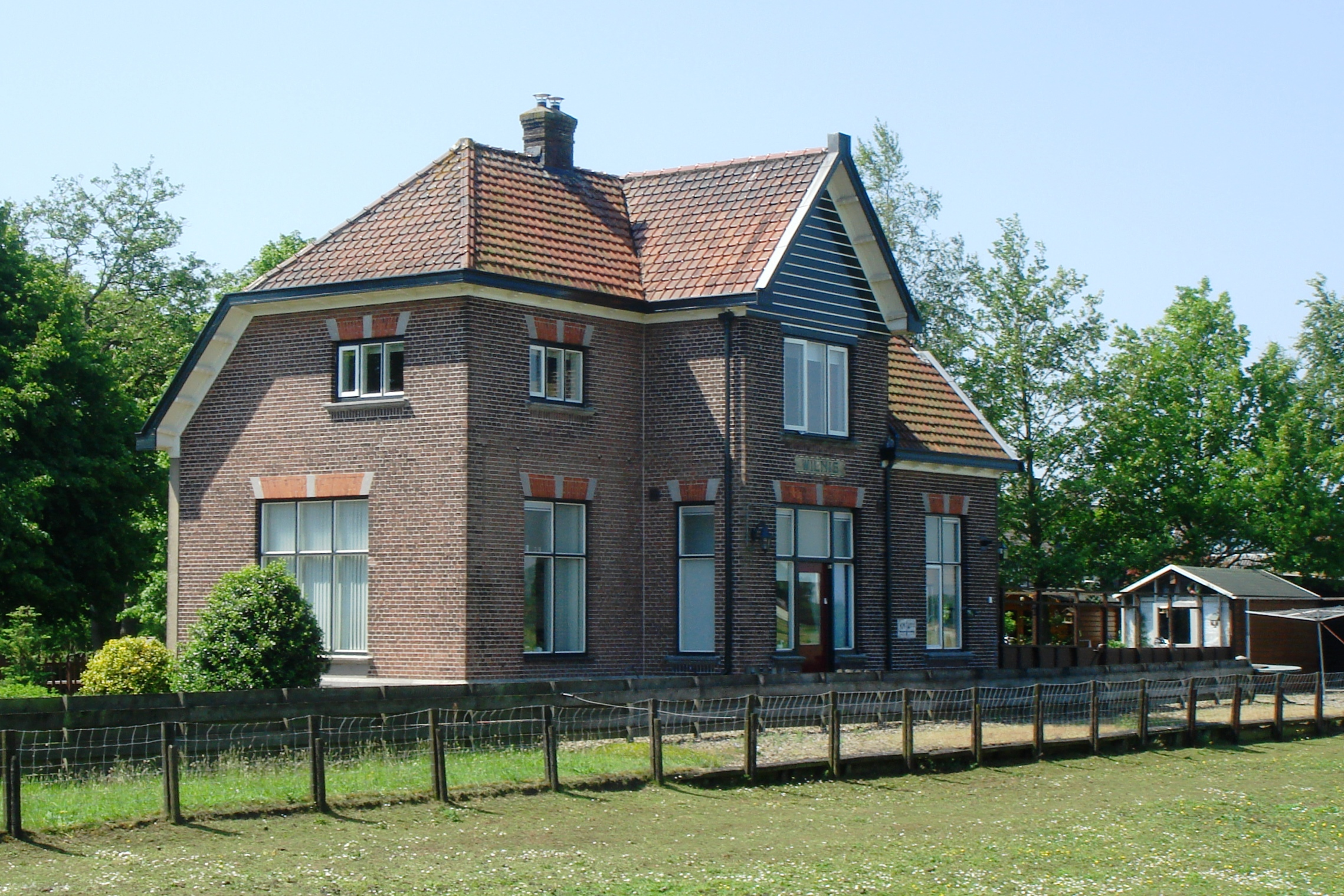
Station Wilnis; 2011.
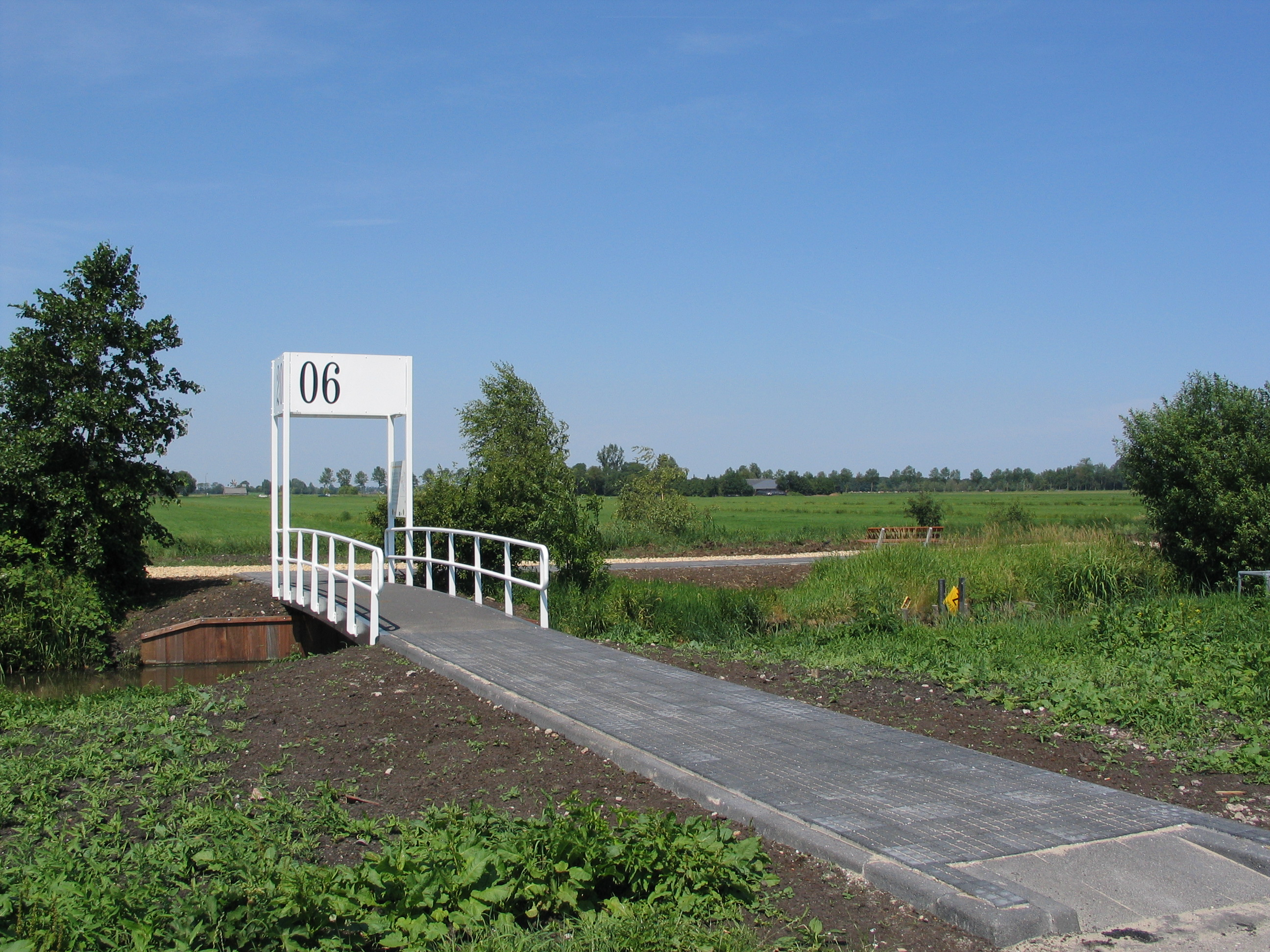
Brug naar voormalige spoordijk in Wilnis. De cijfers 06 staan in hetzelfde lettertype als het lettertype dat gebruikt werd op wachtposten; 2006.
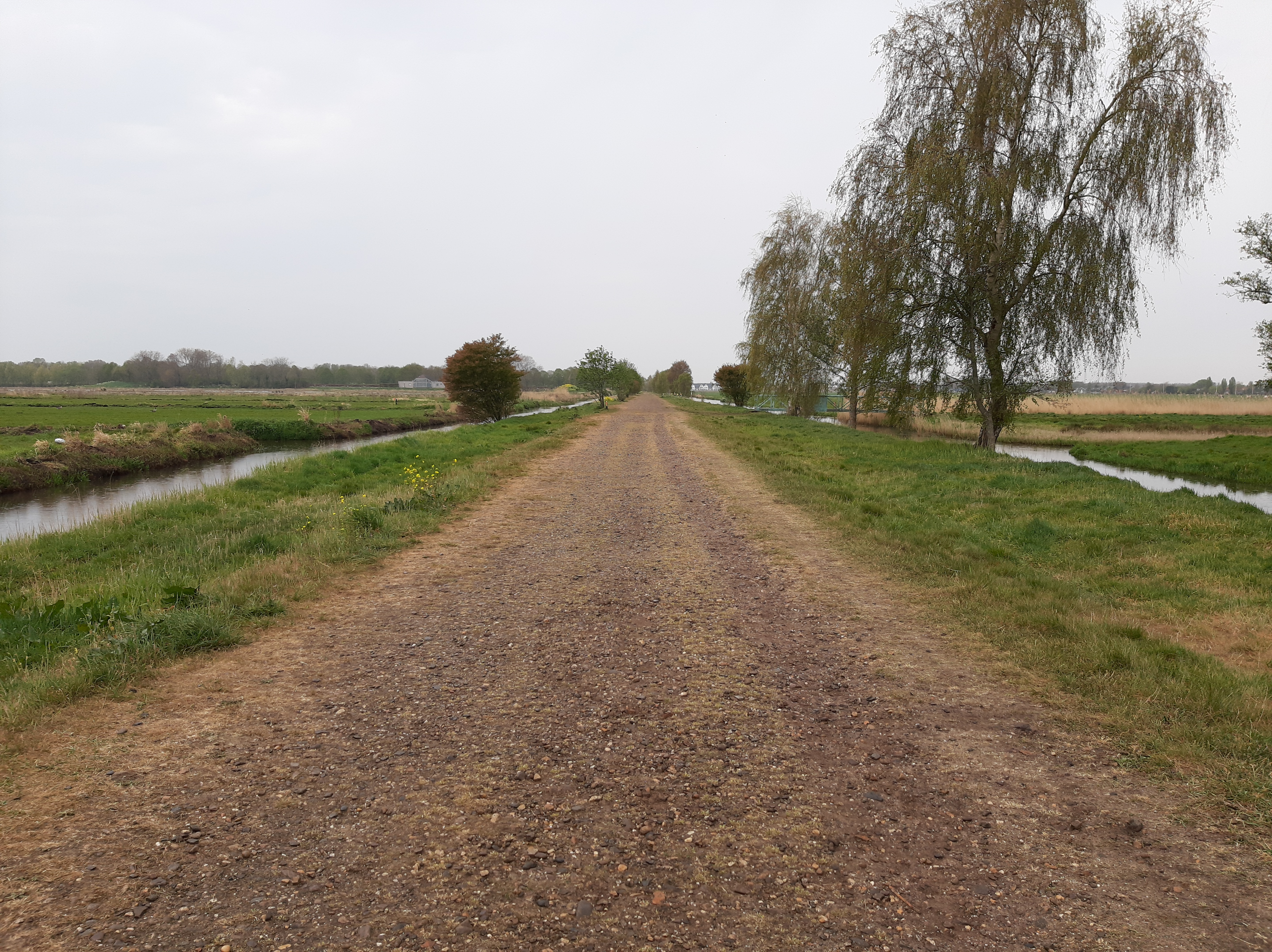
Voormalige spoordijk tussen Vinkeveen en Wilnis. Gezien in westelijke richting; 2020.
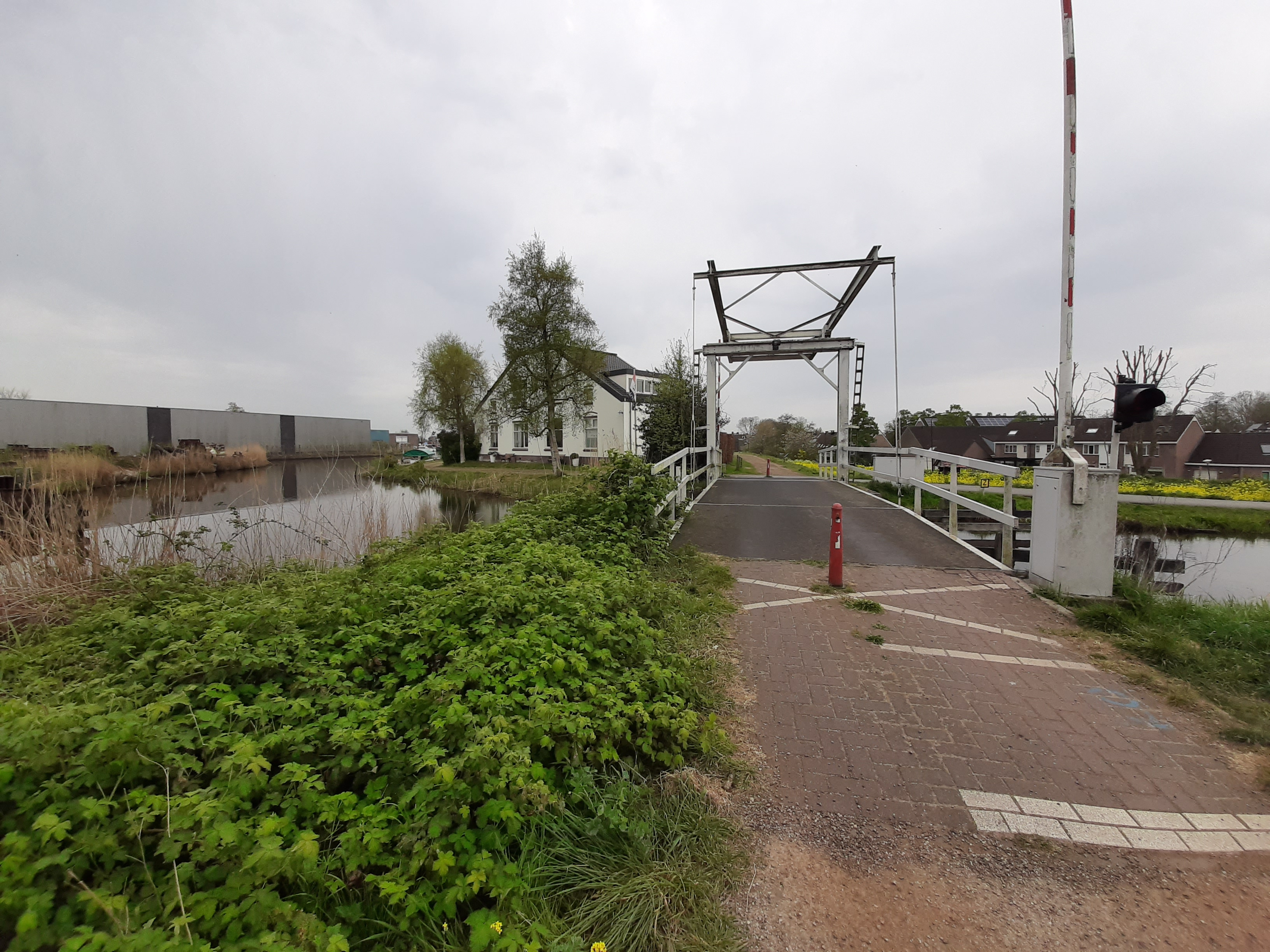
Voormalige wachtpost 48 ter hoogte van de Ringdijk in Vinkeveen; 2020.
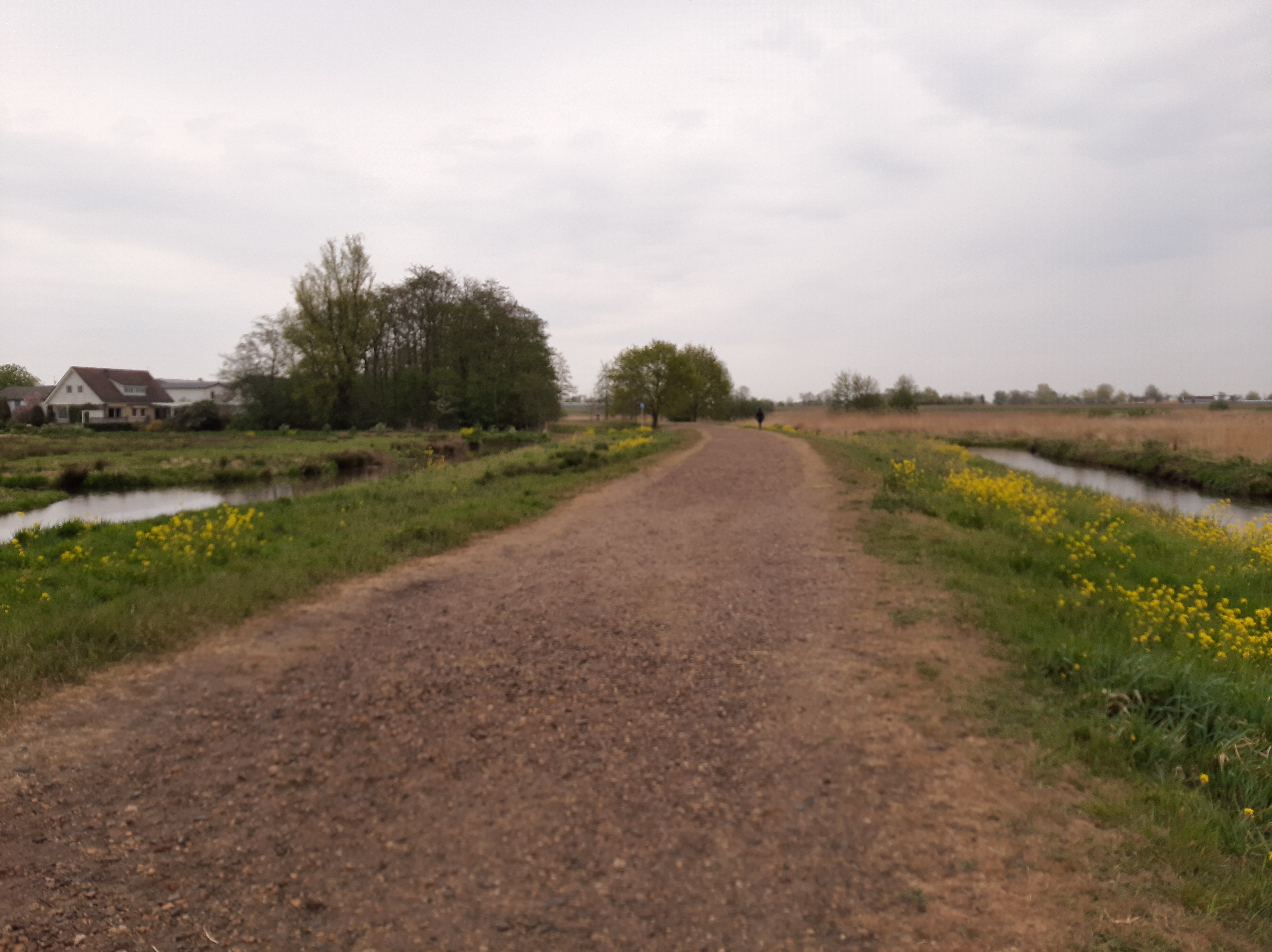
Voormalige spoordijk ten westen van Vinkeveen; 2020.
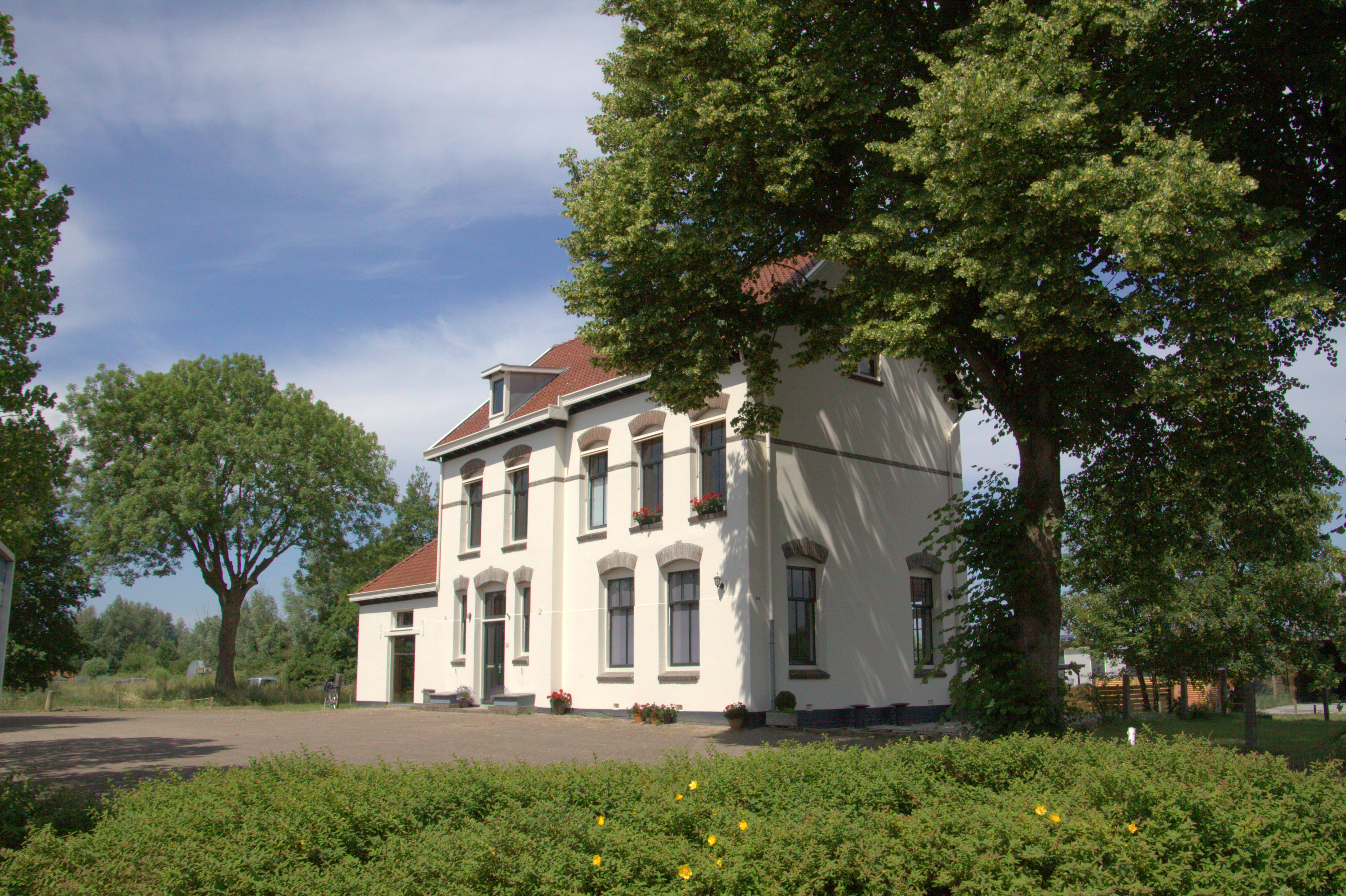
Station Vinkeveen; 2018. Buiten het beeld staat ter decoratie een sein.
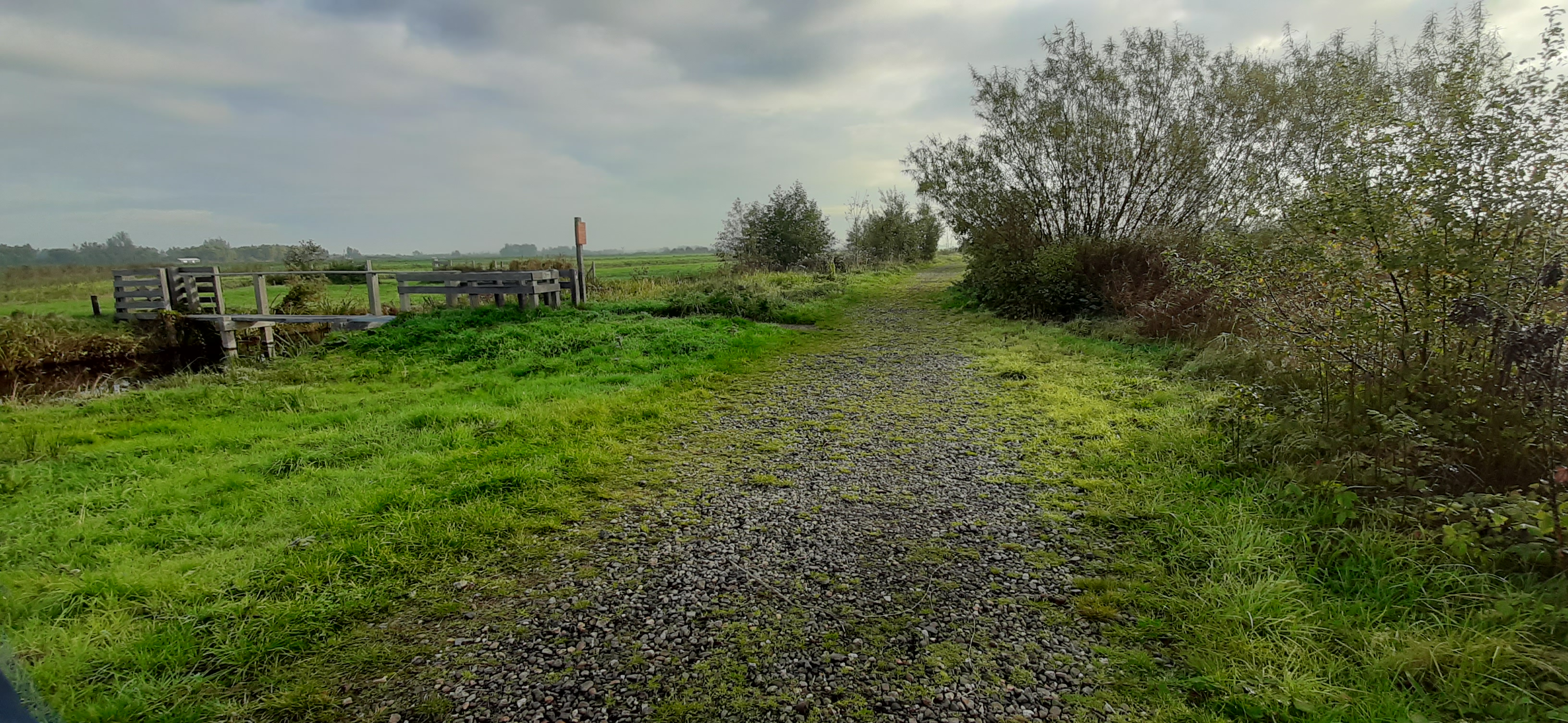
Spoordijk tussen Vinkeveen en Oudkooperdijk; 2020
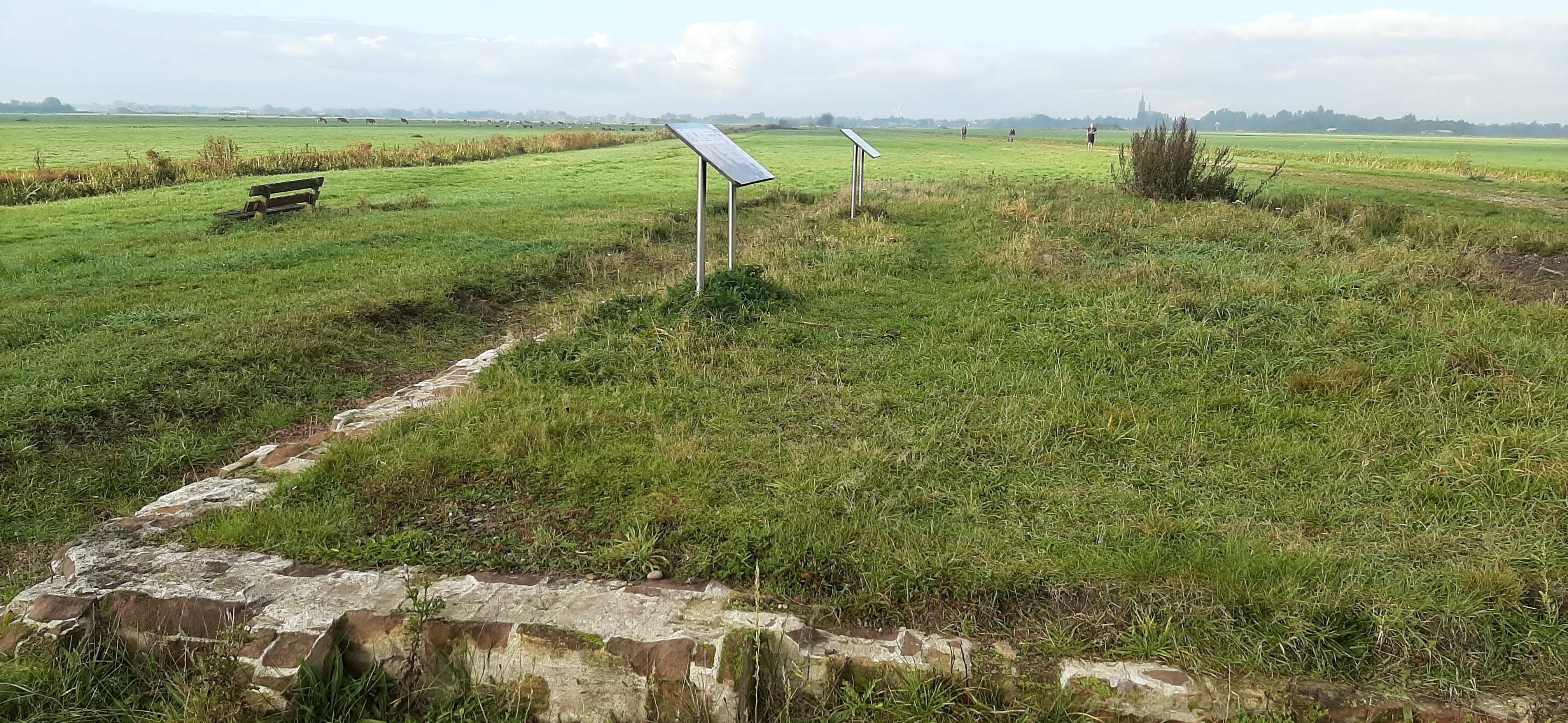
Restanten van voormalige wachtpost 49; 2020
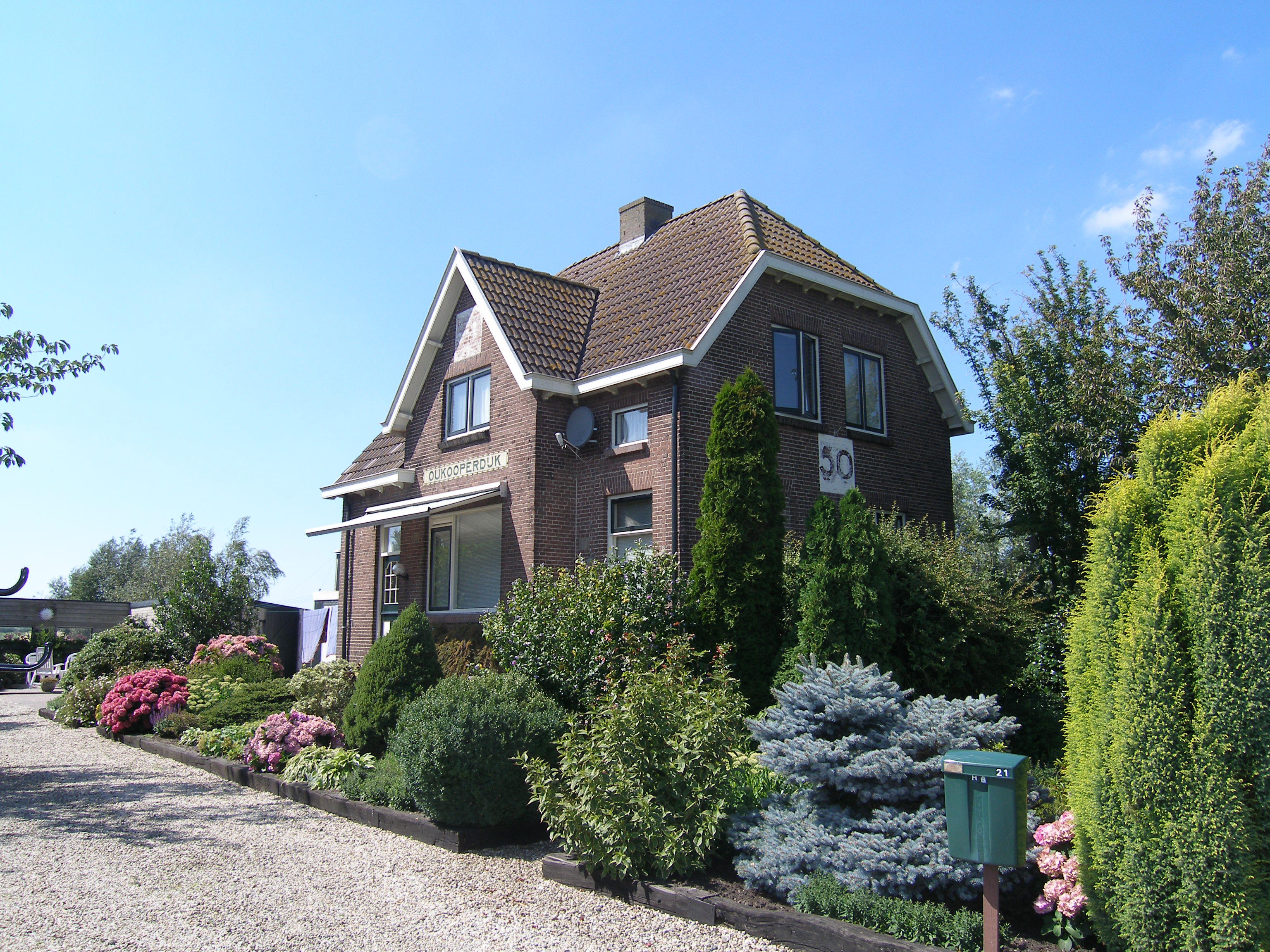
Halte Oukooperdijk; 2007.